# 필리핀의 종교
필리핀의 종교에서 기독교가 우세한 종교이며, 로마 가톨릭교회가 기독교 내 최대 종파이다. 이슬람교, 다르마 종교 (불교, 시크교, 힌두교), 필리핀의 토착 민속 종교 (아니토 또는 애니티즘)에 속하는 상당한 규모의 소수 종교 집단 역시도 존재한다.
필리핀은 세속국가이고 헌법으로 종교의 자유를 보장하고 있다. 스페인의 선교사들이 들어오기 앞서, 오늘날 필리핀을 이루는 지역에 거주하던 다양한 민족 집단들은 여러 종류의 신앙을 따르고 있었다.

## 개요

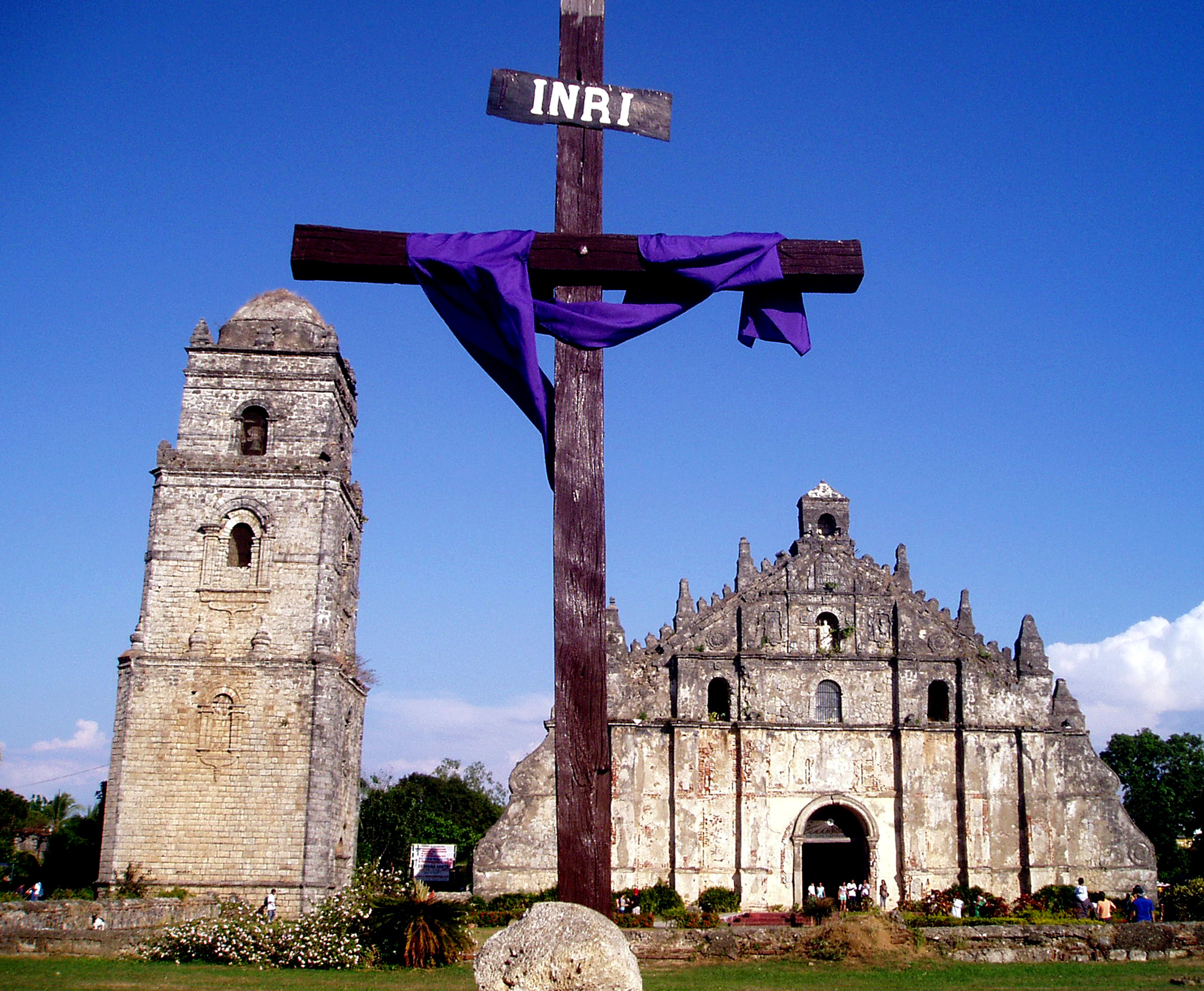
파오아이 교회

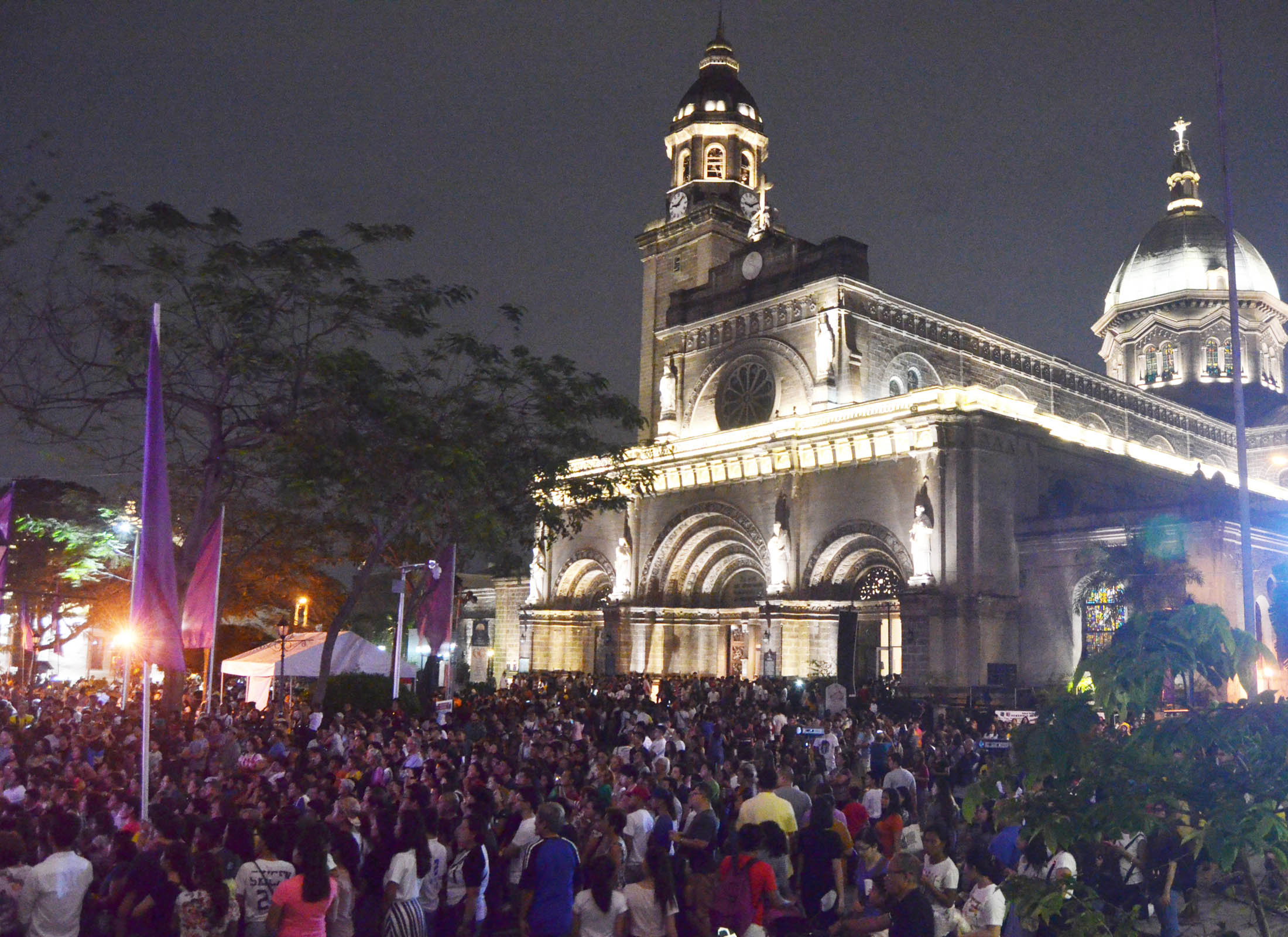
2018년 성 목요일에 '비시타 이글레시아'를 위해 마닐라 대성당에 모인 신도들.

모든 기독교 분류를 포함한 2020년 인구조사에 따르면, 인구의 91.5%가 기독교인이며 79%가 가톨릭교회에 속하고 13%가 개신교 및 이글레시아 니 그리스도, 제칠일안식일예수재림교회, 그리스도 후기 성도 교회, 필리핀 독립교회, 여호와의 증인, 사도 가톨릭교회, 필리핀 연합 그리스도의 교회, 오순절주의 등 다른 종파들에 속한다.

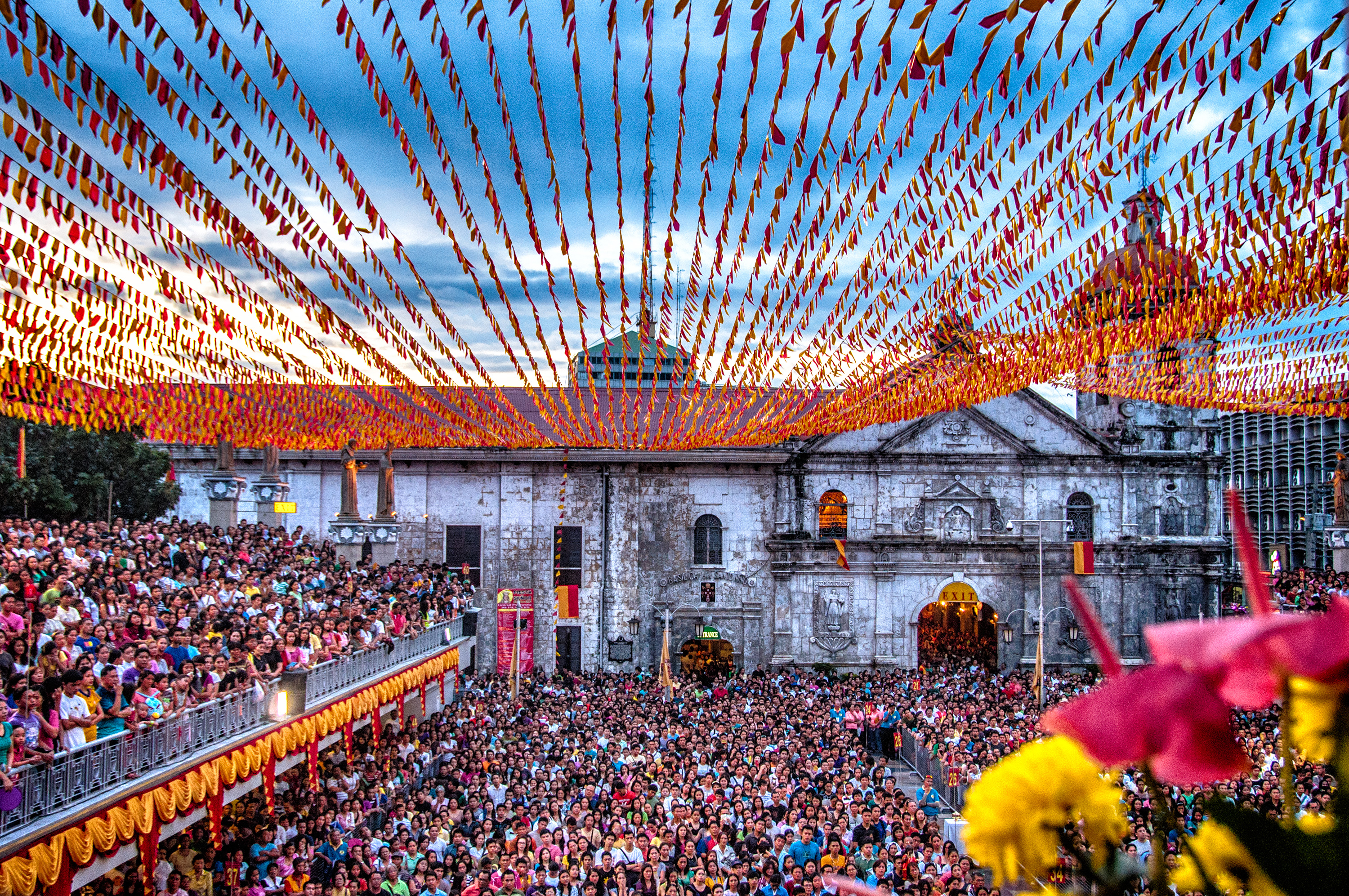
세부의 시눌룩 축제 기간 세부의 산토 니뇨 성당에서 열리는 미사에 참가한 필리핀의 기독교인.

기독교와 이슬람교가 필리핀 지역에 도래하기 이전 전통 종교인 필리핀 토착 민속 종교 (총괄하여 애니티즘이나 바탈리즘으로 지칭)는 많은 토착 민족, 부족집단, 가톨릭/기독교나 이슬람교에서 전통 종교로 귀의한 이들로 이뤄진 인구의 약 2%가 따르고 있다. 이 종교는 자주 기독교 및 이슬람교와 혼합되었다. 불교는 일본계 필리핀인 공동체 등을 통해 필리핀 인구의 0.04%가 신봉하고 있으며, 도교 및 중국의 민간신앙과 더불어 중국계 공동체에서 우세 종교이기도 하다. 시크교, 힌두교 역시도 소수의 신자들이 존재한다. 필리핀의 무종교 비율은 매우 낮으며, 2020년 기준으로 필리핀 인구의 0.04%가 종교가 없다고 하였다.
필리핀의 종교 (2020년 인구조사)
2015년 인구조사에 따르면, 복음주의파는 인구의 2%를 이뤘다. 미국 및 한국 공동체, 북루손에서 특히 코르디예라 행정구, 남민다나오, 필리핀 내 많은 부족 집단들에서 교세가 두드러진다. 개신교는 자유주의적 성향 및 복음주의 성향 양측 모두 2010년 이래로 2015년까지 매년 최대 10%의 상당한 성장 추세를 기록하고 있다.
필리핀 인구의 약 6.4%는 2020년 기준 무슬림이며, 이슬람교가 필리핀 내 두 번째로 큰 종교이다. 무슬림의 대다수는 방사모로 또는 모로 지역으로 알려진 민다나오, 팔라완, 술루군도 등에 거주한다. 일부는 필리핀의 다른 지역 도심과 교외 지역으로 이주하고 있으며, 메트로 마닐라 (마닐라 내 키아포의 '무슬림 타운', 파라냐케 내 바클라란, 라스피냐스의 일부, 파시그의 마하를리카), 메트로 세부, 바기오, 칼라바르손 지방  (특히나 카비테주, 라구나주, 바탕가스주 등의 도시화가 이뤄진 마을 및 지역) 등에서 생생히 목격할 수 있다. 대부분의 필리핀 무슬림들은 샤피이파에 따른 수니파를 믿는다. 일부 아흐마디야 무슬림들이 존재한다.

## 종교의 자유
필리핀의 종교의 자유는 헌법 상에서 제3조제5항 (권리장전)을 통해 보장되어 있으며, "어떠한 종교를 국교로 지정하거나, 종교에 대한 신앙 고백 및 숭배를 차별이나 우대 없이 자유롭고 행사하고 누리는 것은 영원히 허용되어야 한다. 시민 및 정치권 권한을 행사하는 데 있어 종교적 시험이 요구되어서는 안된다."라고 기술되어 있다. 2024년, 프리덤 하우스는 종교의 자유에 있어 필리핀에 4점 만점에 4점을 주었다.

## 인구
| 2020년 인구조사에 따른 주요 종교 |           |
| 기독교:                          | 이슬람교: |
| 50% 이상                         | 50% 이상  |
| 70% 이상                         | 70% 이상  |
| 85% 이상                         | 85% 이상  |
| 95% 이상                         | 95% 이상  |

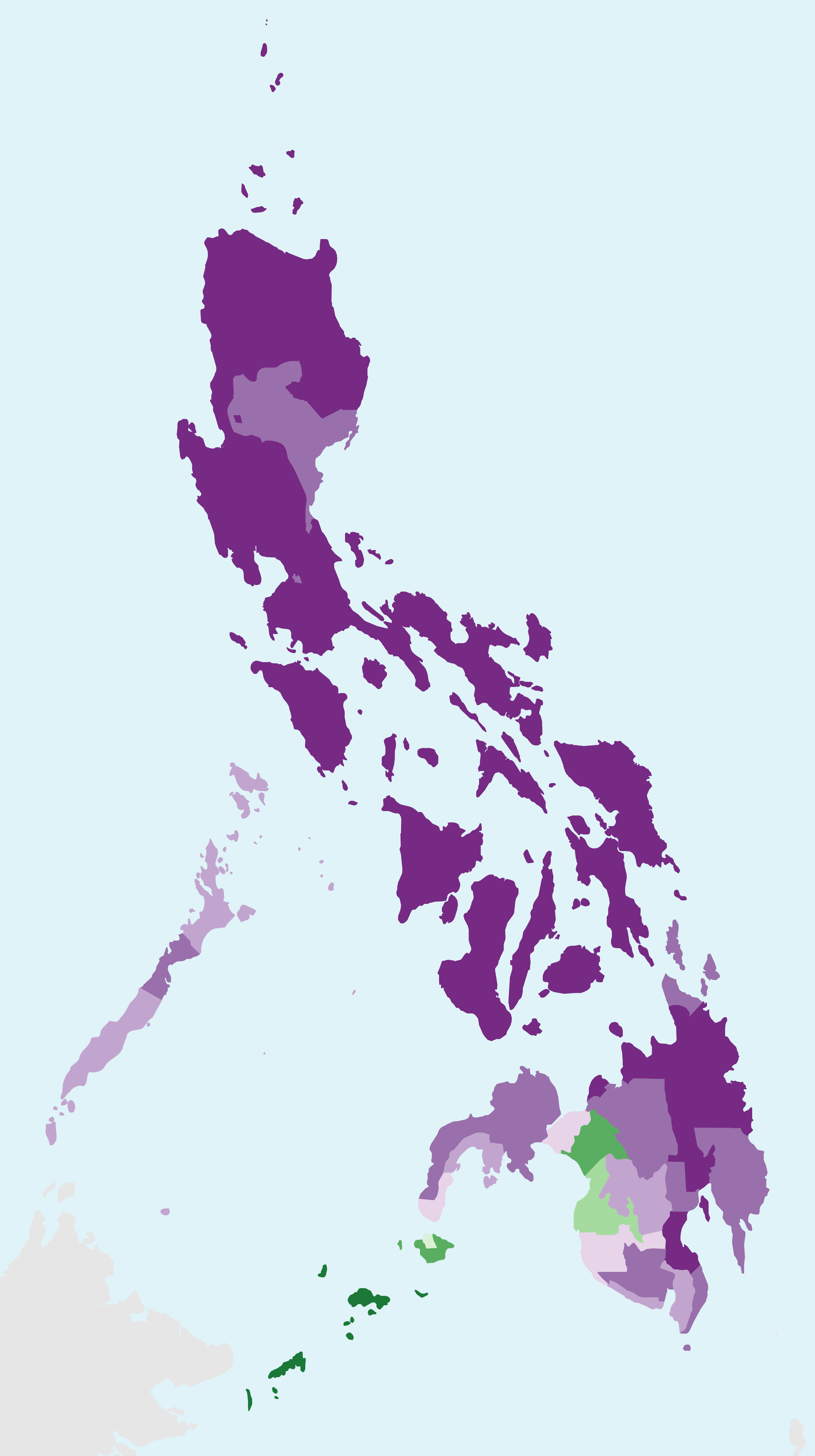

필리핀 통계국은 2020년 인구 조사를 바탕으로  필리핀 전체 중 78.81%가 가톨릭교도, 10.8%–11%가 개신교도,  6.42%는 이슬람교이라는 내용을 2023년 2월에 발표했다.
| 로마 가톨릭교회                               | 85,645,362  | 78.8% |
| 이슬람교                                      | 6,981,710   | 6.4%  |
| 이글레시아 니 그리스도                        | 2,806,524   | 2.6%  |
| 필리핀 독립 교회                              | 1,458,992   | 1.4%  |
| 제칠일재림교                                  | 862,725     | 0.8%  |
| 침례교                                        | 540,364     | 0.5%  |
| 필리핀 연합 그리스도의 교회                   | 470,792     | 0.4%  |
| 여호와의 증인                                 | 457,245     | 0.4%  |
| 그리스도의 교회                               | 429,921     | 0.4%  |
| '그 외 기독교 종파 (소규모 기독교 종단 포함)' | 8,954,291   | 8.2%  |
| '없음'                                        | 43,931      | 0%    |
| '미응답'                                      | 15,186      | 0%    |
| 합계                                          | 108,667,043 | 100%  |
| Source: 필리핀 통계국                         |             |       |

## 기독교

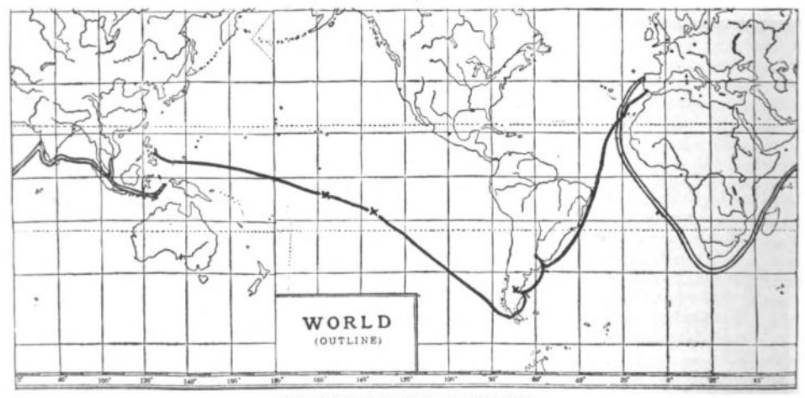
마젤란의 항해를 나타내는 지도

기독교는 1521년 페르디난드 마젤란이 상륙하면서 필리핀에 전래됐다. 1543년, 스페인 탐험가 루이 로페스 데 비야로보스는 당시 아버지인 신성 로마 황제 카를 5세이자 스페인 국왕으로서 카를로스 1세의 아래에서 지로나 및 아스투리아스 공이던 스페인의 펠리페 2세를 기념하며 필리핀 제도에 '라스 이슬라스 필리피나스'라고 명명했다. 스페인, 미국의 필리핀 식민 통치 기간 이뤄진 선교 활동은 필리핀을 동아시아 최초의 가톨릭 국가로, 그리고 이후 동티모르와 함께 동아시아에서 두 개뿐인 가톨릭 우세 국가 중 하나로 변화시키는 데 기여했으며, 전체 인구의 약 88.66%가 기독교 신앙에 속해 있다.

### 가톨릭

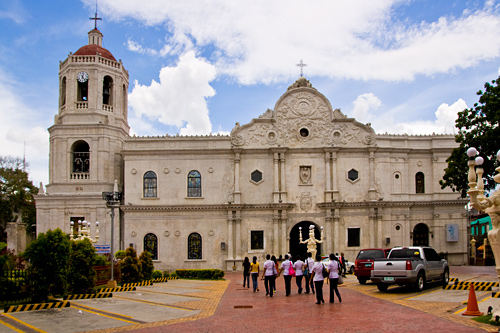
필리핀 최초의 교회인 성 비탈리스 교회의 터에 세워진 천주교의 세부 메트로폴리탄 대성당

가톨릭 (필리핀어:  Katolisismo, 스페인어:  Catolicismo)은 필리핀 내 우세 종교이자 최대 기독교 종파로 2020년 기준으로 필리핀 인구 중 78.8% (85,645,362명)를 구성한다. 1876년 스페인 헌법에 따라 스페인 식민지 시기 필리핀 제도 대부분에서 국교의 지위를 누렸다. 필리핀의 여러 섬들에 사는 이들을 개종시키려는 스페인의 활동은 강력한 중앙 권력이 부재했다는 점과, 현지 언어를 배워 설교한 수도사들의 활동 덕분에 더욱 수월하게 이루어졌다. 일부 전통적인 애니미즘 풍습은 이 새로운 신앙과 혼합되기도 하였다. 국교로서 가톨릭의 지위는 단명한 말롤로스 공화국 때도 이어졌다. 미국의 식민 정부가 정교 분리 정책을 수립함에 따라, 마침내 필리핀의 국교로서 측면이 끝나게 되었다.
천주교는 필리핀 사회와 정책에 대단한 영향력을 미치고 있다. 1986년 무혈로 끝이 난 피플 파워 혁명 당시 대중들의 지지를 결집시키는 데 중대한 역할을 역할을 하기도 했다. 당시 마닐라 대주교이자 사실상 필리핀의 대주교이던 제이미 신은 라디오를 통해 대통령 페르디난드 E. 마르코스의 독재에 대항하여 반란군의 지지를 위해 에피파니오 데 로스 산토스 대로를 따라 모여달라고 요청했다. 약 700만 명이 2월 22일부터 25일간 이 요청에 반응했고, 비폭력 시위는 마르코스와 그의 일가로 하여금 권력을 놓고 하와이로 망명을 가도록 했다.
일부 가톨릭의 축일은 가족 행사로서 문화적으로 중요성을 띠고, 상용력에서도 준수되고 있다. 이 중에 가장 중요한 것이 상용력 상의 새해 행사를 포함하는 성탄절이며, 3월이나 4월에 있을 수 있는 보다 엄숙한 고난주간도 가장 중요한 행사에 포함된다. 11월마다, 필리핀 가정에서는 성인들과 죽은 자들을 기리면서 만성절과 위령의 날을 같은 날에 기념하고 있으며, 조상들의 무덤을 방문해 가꾸고, 기도를 드린 다음 축제를 벌인다. 2018년 기준, 12월 8일에 열리는 성모무염시태가 특별 공유일로 추가되었다.

### 필리핀 독립교회
필리핀 독립교회 (공식 명칭 필리핀 스페인어: Iglesia Filipina Independiente, IFI; 속칭 Aglipayan Church)는 필리핀 내 민족주의 형태의 독립 기독교 종파이다. 로마 가톨릭교회로부터 혁명적 내셔널리즘 성향의 종파 분리는 스페인 성직자들의 필리핀인들에 대한 학대 및 스페인 식민 통치 시기 민족주의자 호세 리잘의 처형에서 부분적으로 영향을 받아 1902년 필리핀 민주 노동 조합의 조합원에 의해 이뤄졌다.
이사벨로 데 로스 레예스는 이 종교 분리의 시초자들 중 한 명이었으며, 전직 천주교 성직자 그레고리오 아글리파이에게 독립교회의 수장이 되어달라고 제안했다. 초대 오비스포 막시모인 그레고리오 아글리파이의 이름을 따라 '아글리파이 교회'로도 알려져 있다.
아글리파이 교회에서 공통적으로 공유되고 있는 신조는 베드로 수위권에 대한 유일한 사도 전승의 거부, 여성의 사제 서품 수용, 성직자의 독신 서약 자유 선택, 프리메이슨 집단 가입에 대한 용인, 피임과 동성 간 시민권에 대한 지지 등이 있다. 종파 분리 이후 로마에서 시성한 많은 성인들이 아글리파이 및 신자들에서 공식적으로 인정을 받지 못하고 있기도 하나, 종파 분리 이전에 전반적으로 성인으로 시성된 교황들에 대해서는 인정하고 있다.
2020년 당시, 필리핀 독립교회는 대략 1,458,992명 (필리핀 인구의 1.4%)가 있었다. 필리핀의 아글리파이파인들은 최소 신자가 600~800만 명에 이른다고 주장하며, 대부분은 루손섬의 북부 지역에서도 일로코스 지방, 그리고 안티케주, 일로일로주, 기마라스주 같은 비사야 제도 등 출신이다. 또한 집회는 북미,유럽, 중동, 아시아 등 필리핀 디아스포라가 있는 곳에서 발견된다. [[ 유니테리언주의 이글레시아 니 그리스도를 제외하면, 필리핀 독립교회는 로마 가톨릭교회 (인구의 약 80.2%) 다음으로 필리핀에서 두 번째로 큰 단일 기독교 종파이다. 필리핀 내 48개 교구와 더불어 탐파 교구 (미국), 미국 서부 캐나다 서부 태평양 섬 교구 등 필리핀 외부의 두 개 교구가 존재한다. 영국, 아랍에미리트, 홍콩, 싱가포르 등에서는 다른 종파와 같이 진행하는 합동 집회가 있다. 세계성공회동체, 미국 성공회 등과는 완전한 상통관계에 있다.

### 이글레시아 니 그리스도
이글레시아 니 그리스도(필리핀어: Iglesia ni Cristo, 영어: Church of Christ; 스페인어: Iglesia de Cristo)는 필리핀에서 온전히 현지에서 시작된 가장 큰 종교 단체이며 전체 인구 가운데 약 2.6%를 이루고 있다. 펠릭스 Y. 마날로가 1914년 7월 27일에 공식적으로 필리핀 정부에 교회를 등록했고 이 때문에, 대부분의 출판물은 그를 이글레시아 니 그리스도의 창시자로 지칭한다. 펠릭스 마날로는 본인이 2000년 동안 상실한 그리스도의 교회를 회복하는 것이라 주장하였다. 그는 1963년 4월 12일에 76세의 나이로 사망했다.
이글레시아 니 그리스도는 거대한 복음 선교로 유명하다. 이 중에 가장 큰 복음 선교는 the Grand Evangelical Mission (GEM)으로 필리핀 19곳에서 동시에 이뤄졌었다. 마닐라에서만, 이때 60만 명 이상이 참석했다. 그 밖의 프로그램으로는 Lingap sa Mamamayan (Aid to Humanity), Kabayan Ko Kapatid Ko (My Countrymen, My Brethren) 및 피해 입은 이들을 위한 다양한 정착 사업도 포함된다. 2015년 불법 구금 의혹과 더불어 부패 스캔들로 휘말려 있으며, 이는 광범위한 시위로 이어졌다. 창립자에 대한 우상화 및 교회 조직이 성경보다 우위에 있다는 논란이 교회 지도자들에게 의문을 제기한 구성원들을 추방하는 행위와 더불어 수면으로 올라오기도 하고 있다.

### 여호와의 증인
여호와의 증인 또는 현지어로 Saksi ni Jehova는 국제 성서 연구자 협회를 통해 미국 펜실베니아에서 기원한 회복주의 기독교 단체이다. 여호와의 증인은 방문 사역, 거리 전도 활동을 비롯해 세부아노어, 힐리가이논어, 일로카노어, 타갈로그어 등 현지어로 번역된 '깨어라!', '파수대' 등 무료 잡지와 신세계역 성경 같은 그밖의 인쇄물 등을 통해 필리핀에 잘 알려져 있다.
여호와의 증인은 삼위일체 교리를 거부하고 신의 이름이 여호와라고 믿고 있다. 여호와의 증인은 예수 그리스도를 신의 아들이자 자신들 단체의 지도자로서 높은 존경을 받는 존재로 여기면서도 여호와와 동일한 존재로 보지는 않는다. 이들은 영원한 지옥불, 영혼 불멸 등 교리 및, 예수가 성탄절에 태어났다는 믿음을 거부하고,, 국가주의 행사 참여 및 수혈 거부한 것으로 알려져 있다. 2020년, 신자가 457,245명이 있는 것으로 집계됐다.

### 제칠일안식일예수재림교회

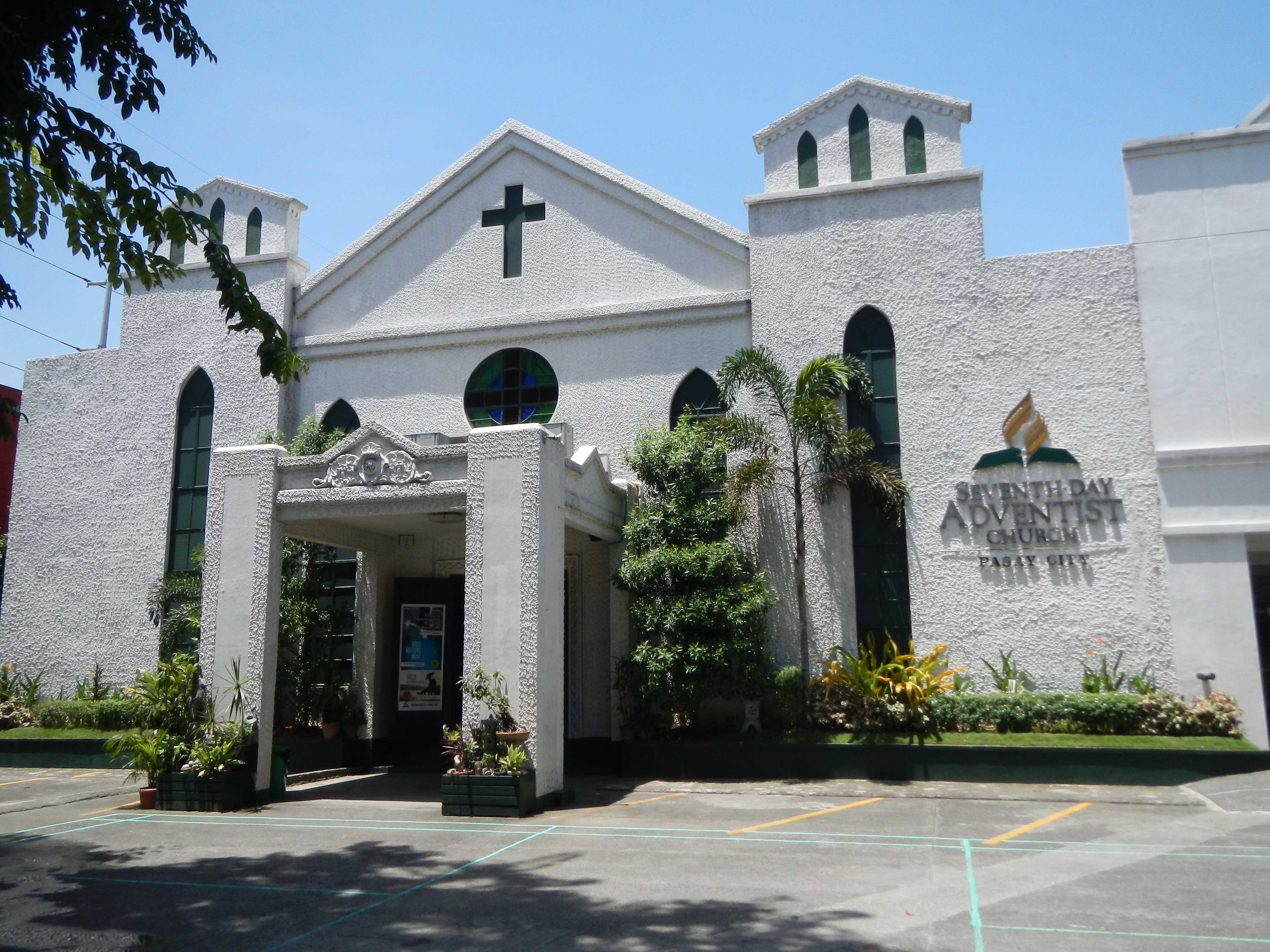
파사이에 위치한 제칠일안식일예수재림교회

제칠일안식일예수재림교회(필리핀어: Iglesia Adventista ng Ikapitong Araw; 스페인어: Iglesia Adventista del Septimo Dia)는 필리핀 내에서 필리핀 독립교회와 아글리파이 교회의 뒤를 이어 네 번째로 신자가 많은 기독교 단체 및 다섯 번째로 신자가 많은 종교 단체이다. 필리핀에서는 1905년에 설립되었으며, 복음주의 선교사 Robert Caldwell이 그 해 8월 24일 마닐라에 도착했고 이곳 사람들이 이해할 수 있는 언어인 스페인어로 된 책을 판매하며 문헌 선교를 개척했다. 사람들은 서적을 구입하고 자신들의 친지들에게 전파하였다. 1906년, 필리핀 선교 활동이 중국 상하이에 본부가 위치한 아시아 지부의 주도 하에 조직되었다.
엘런 화이트가 공동 설립한 제칠일안식일예수재림교회는 한 주의 일곱 번째 일인 사바스가 토요일이고 그리스도의 재림이 머지 않았다는 것을 가르치는 것으로 잘 알려져 있다. 외부인들이 속칭 'Sabadístas'라 칭하는 필리핀의 신자들은 2020년 기준 862,725명으로 집계되었고, 매년 신자가 5.6%의 성장률을 기록하고 있다.틀:Update-inline 2022년 기준, 제칠일안식일예수재림교회는 필리핀 내에 교회 5,358개소를 두고 있다. 다수의 초등·중등학교, 전문대를 비롯해 필리핀 재림교회 대학교, 필리핀 국제 재림교회 고등연구소 등 대학교 등이 학생들에게 교육 제공과 더불어 필리핀 각 지역에서 설교와 복음 활동을 돕기 위해 설립되었다.

### 예수 기적 십자군 국제 사역회
예수 기적 십자군 국제 사역회 (The Jesus Miracle Crusade International Ministry, 약칭 JMCIM)는 필리핀의 사도 오순절 성향의 종교 단체로, 예수 그리스도의 복음을 믿으며 그 복음이 표적과 이적, 기적, 그리고 병을 고치시는 에 대한 믿음이 동반되는 것이라고 본다. JMCIM은 1975년 2월 14일 복음주의자 Wilde E. Almeda가 창설했다.

### 국제 하느님의 교회 성도회

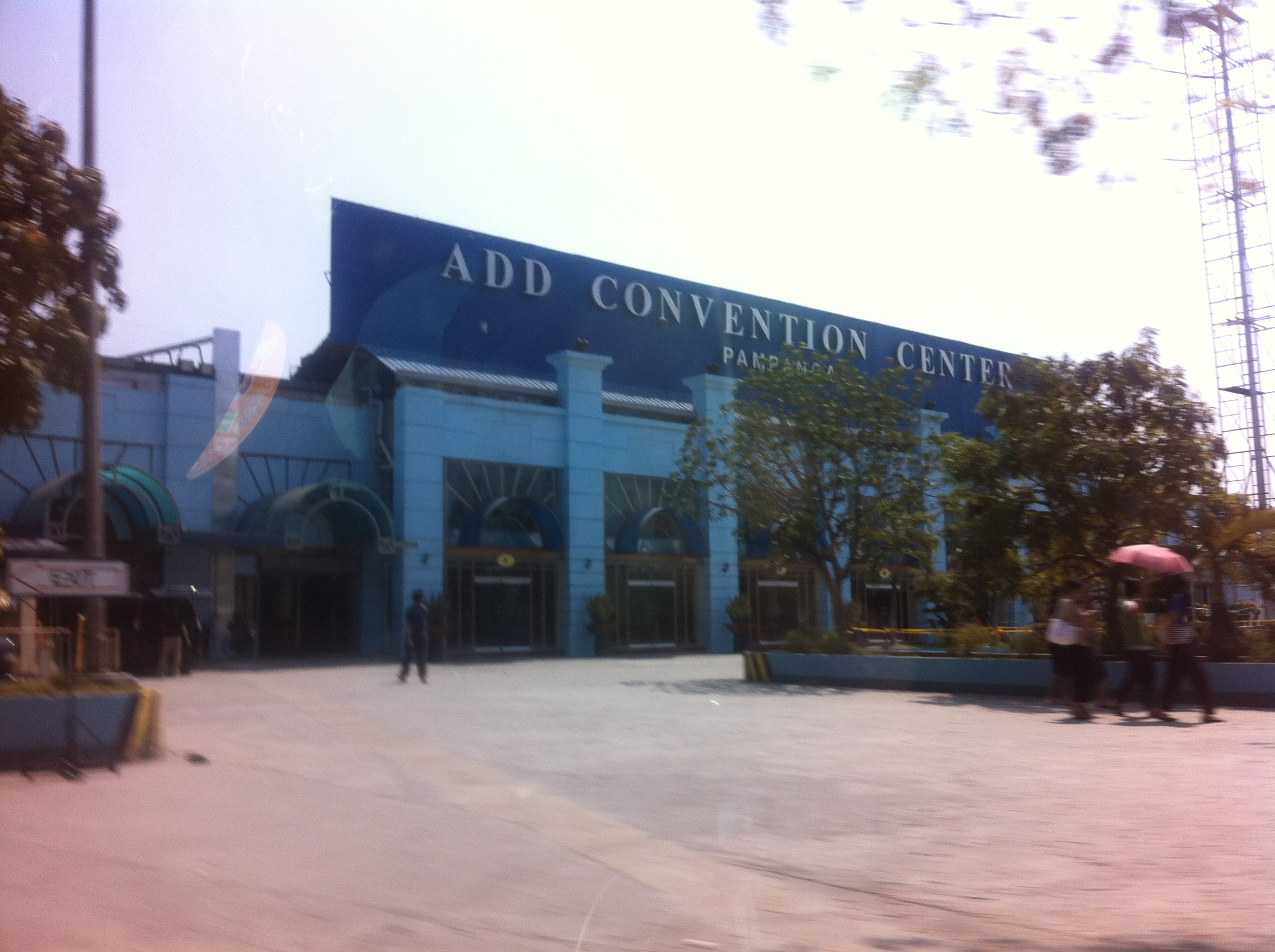
팜팡가의 아팔릿에 있는 Ang Dating Daan 컨벤션 센터

국제 하느님의 교회 성도회 (Members Church of God International, 약칭 MCGI, 필리핀어: Mga Kaanib sa Iglesia ng Dios Internasyonal)는 필리핀 텔레비전 프로그램 Ang Dating Daan (오래된 길)을 통해 대중적으로 알려진 종교 단체이다. MCGI는 필리핀 내에서 주요 기독교 종파 중 하나로 전세계적으로 백만 명 이상의 신자를 두고 있다.
국제 하느님의 교회 성도회는 '성경 박람회'로 유명하며, 이곳에서 방문객 및 신자들은 '총 종복' 엘리 소리아노에게 성경적 질문을 할 기회를 얻는다. 그와 관련자들은 질문받은 종교들의 가르침이 '성경적이지 않다'고 보고 이를 반박하며, 논란이 되는 성경 구절들에 대해 토론한다. 일반적인 설교 외에도, 이들은 자선 활동 역시도 하고 있다. 이 인도주의적 활동에는 The Legacy Continues Wish granting activity, MCGI Free Store, Free Meal and Free Potable Water 등이 있으며, 노인과 고아 아동·청소년을 위한 자선 보호시설, 단기 거주시설, 의료 봉사, 전액 대학 장학금, 생계 기반 창업 자금 지원, 장애인을 위한 직업 훈련, 무료 법률 지원, 시민과 노인을 위한 버스·지프니·기차 무료 탑승, 그리고 모든 사람을 위한 무료 성경 배포 등의 활동을 펼치고 있다. MCGI는 현재 필리핀에서 주요 헌혈 기관 중 하나이며, 필리핀 적십자사가 수여하는 가장 높은 상 호세 리잘상을 수여받았다.

### 그리스도 예수의 지극히 거룩하신 하느님의 교회
그리스도 예수의 지극히 거룩하신 하느님의 교회 (The Most Holy Church of God in Christ Jesus, 필리핀어: Kabanalbanalang Iglesia ng Dios kay Kristo Hesus)는 1922년 5월 Teofilo D. Ora에 의해 필리핀에서 공식 인가 받은 독립 기독교 종파이다. 이 종파는 그리스도 예수가 예루살렘에 세운 가시적 교회를 회복했다고 주장한다. 캘리포니아, 캘거리, 두바이 등을 포함해 다른 아시아 국가들에서도 교세가 퍼져 있다. 2020년 인구 조사에 따르면, 필리핀 내 신자 9,585명이 있었다.
1922년에 주교 Teofilo D. Ora에 의해 세워졌다. Avelino Santiago 및 Nicolas Perez 등과 함께 그는 1921년 이글레시아 니 그리스도 (그리스도의 교회)에서 떨어져 나왔다. 이들은 처음에는 자신들의 교회를 그리스도 예수의 진정한 교회 (스페인어: Iglesia Verdadera de Cristo Hesus)라 칭했다. 하지만, 종교 교리 분쟁이 벌어지고 나서, Nicolas Perez가 떨어져 나와 '진리의 기둥과 터의 그리스도 예수의 하느님의 교회'(필리핀어: Iglesia ng Dios kay Kristo Hesus, Haligi at Suhay ng Katotohanan)라고 하는 분파를 세웠다. Teofilo D. Ora는 1969년 사망할 때까지 교단의 주교직을 유지했다. 그의 뒤를 공식적으로 Salvador C. Payawal 주교가 이어받아 1989년까지 교회를 이끌었다. 이후의 주교들은 Gamaliel T. Payawal (1989년~ 2003년), Isagani N. Capistrano (2003년~현재)이다. Gamaliel Payawal 임기 기간 현재의 이름으로 개칭했다.

### 사도 가톨릭교회

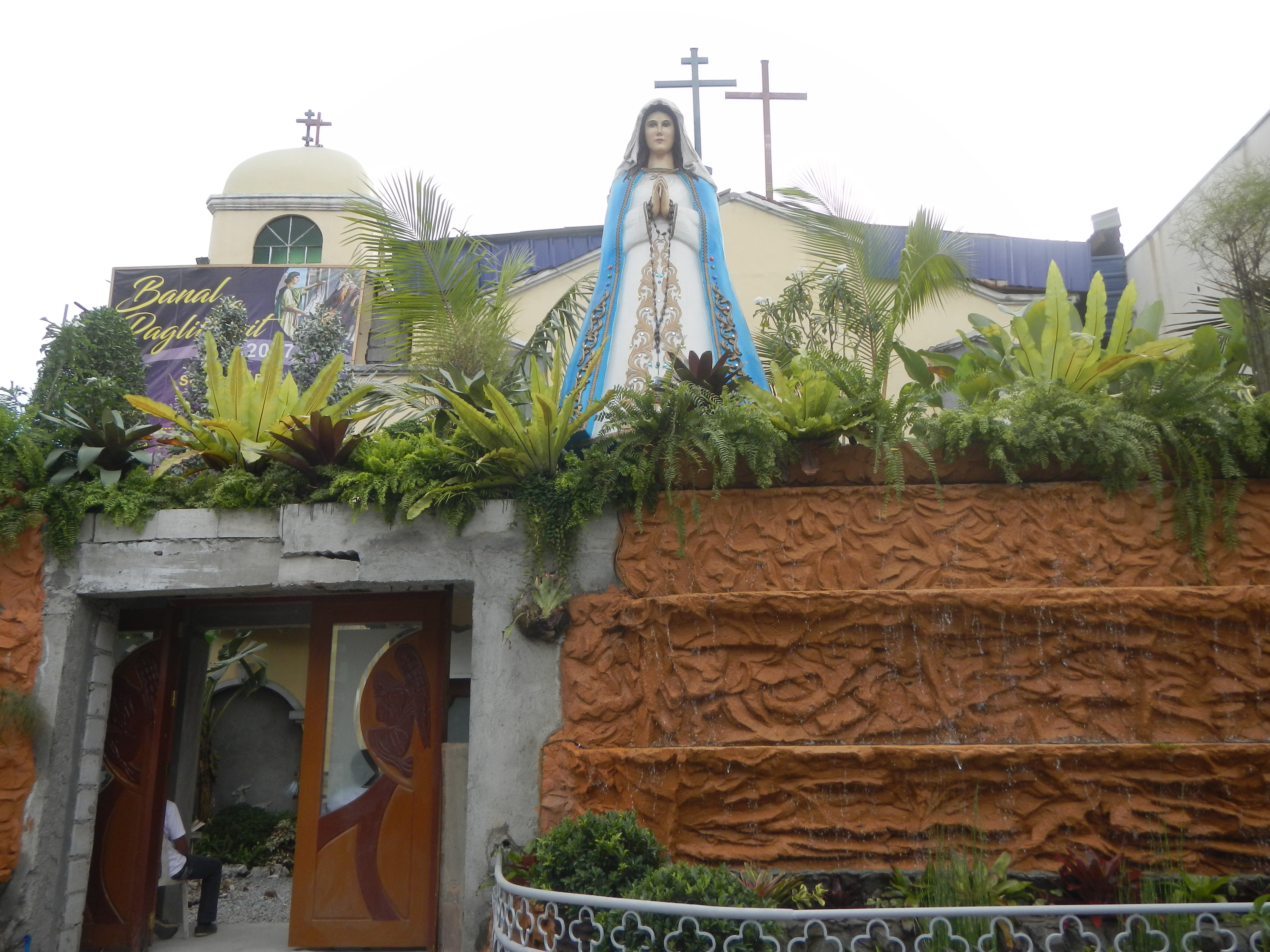
케손시티의 EDSA 내 Ina Poon Bato 성당

사도 가톨릭교회(Apostolic Catholic Church, 약칭 ACC 필리핀어: Apostolika't Katolikang Simbahan)는 1992년 존 플로렌틴 L. 테루엘이 세운 독립 가톨릭교회이다. 1970년대 초 Maria Virginia P. Leonzon Vda. De Teruel가 헤르모사에서 세운 주류 가톨릭 평신도 단체로서 시작했다. 1991년 이 단체와 로마 가톨릭교회는 분리되었고, 다양한 이유가 있었으며, 존 플로렌틴 테루엘이 총대주교로서 축성을 하고 이 교회를 개신교 및 독립 가톨릭 종파로 등록을 하면서 공식적으로 로마 가톨릭교회에서 떨어져 나왔다.
2020년 기준, 사도 가톨릭교회는 필리핀 내 신자 54,543명이 있었다. 필리핀 교회 협의회는 사도 가톨릭교회가 전세계에 걸쳐 500만 명 이상의 신자가 있다고 발표했다. 세계적으로 가장 큰 집회는 일본, 미국, 캐나다 등에서 열리고 있다.

### 정교회
정교회는 필리핀에서 200년 이상 지속적으로 존재하고 있다. 두 집단으로 대표되며, 필리핀 총대주교 대리구(홍콩-동남아시아 정교회 수도 대교구를 통해 콘스탄티노폴리스 세계 총대주교청 관할)와 안티오키아 그리스 정교회 필리핀 선교회 (안티오키아 그리스 정교회 오스트레일리아, 뉴질랜드, 태평양 대교구를 통해 안티오키아 그리스 정교회 관할) 등이다. 1999년, 필리핀 내 약 560명의 정교회 신자가 있다고 주장되었다.

### 개신교

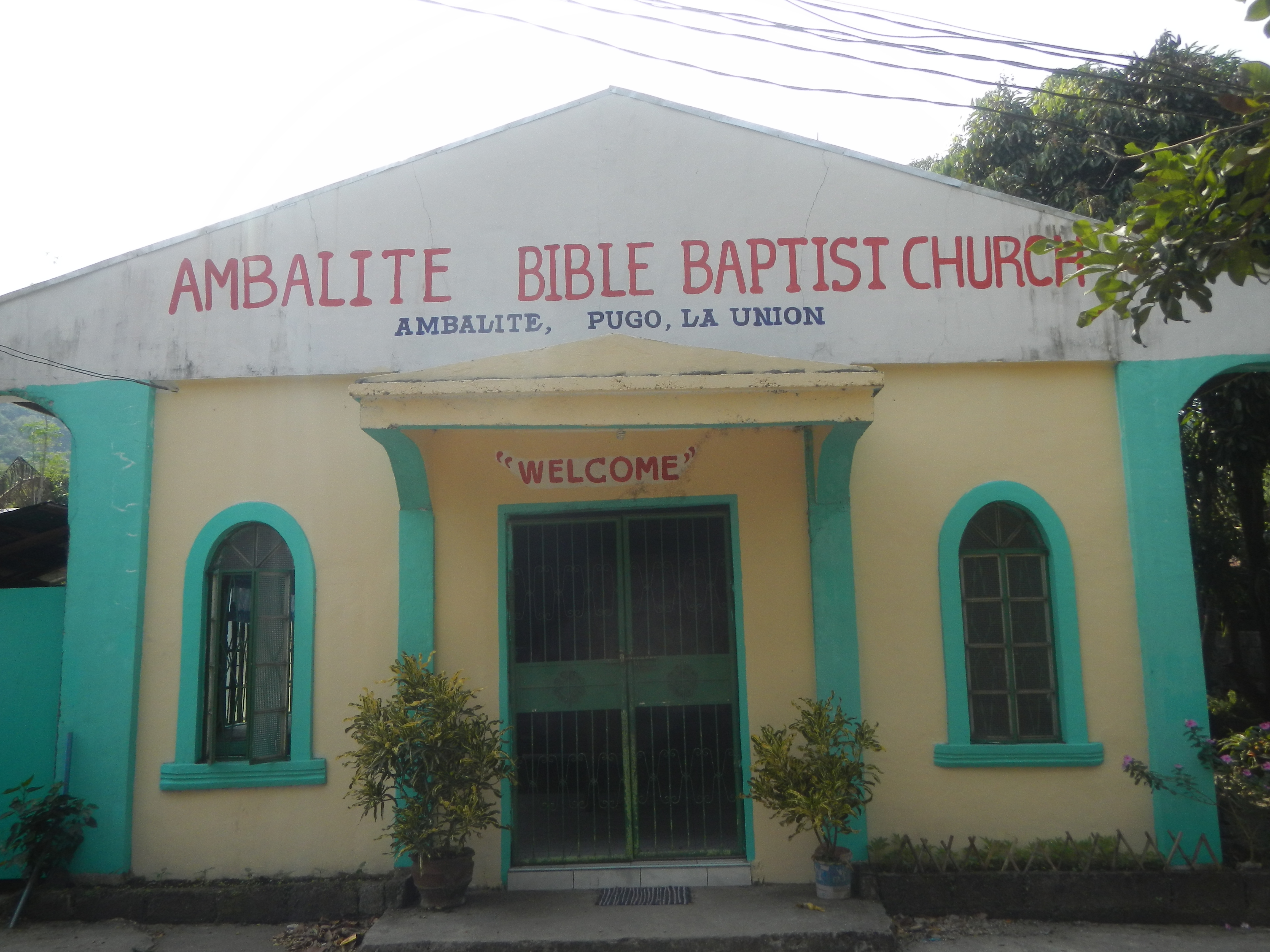
푸고의 성서침례교회

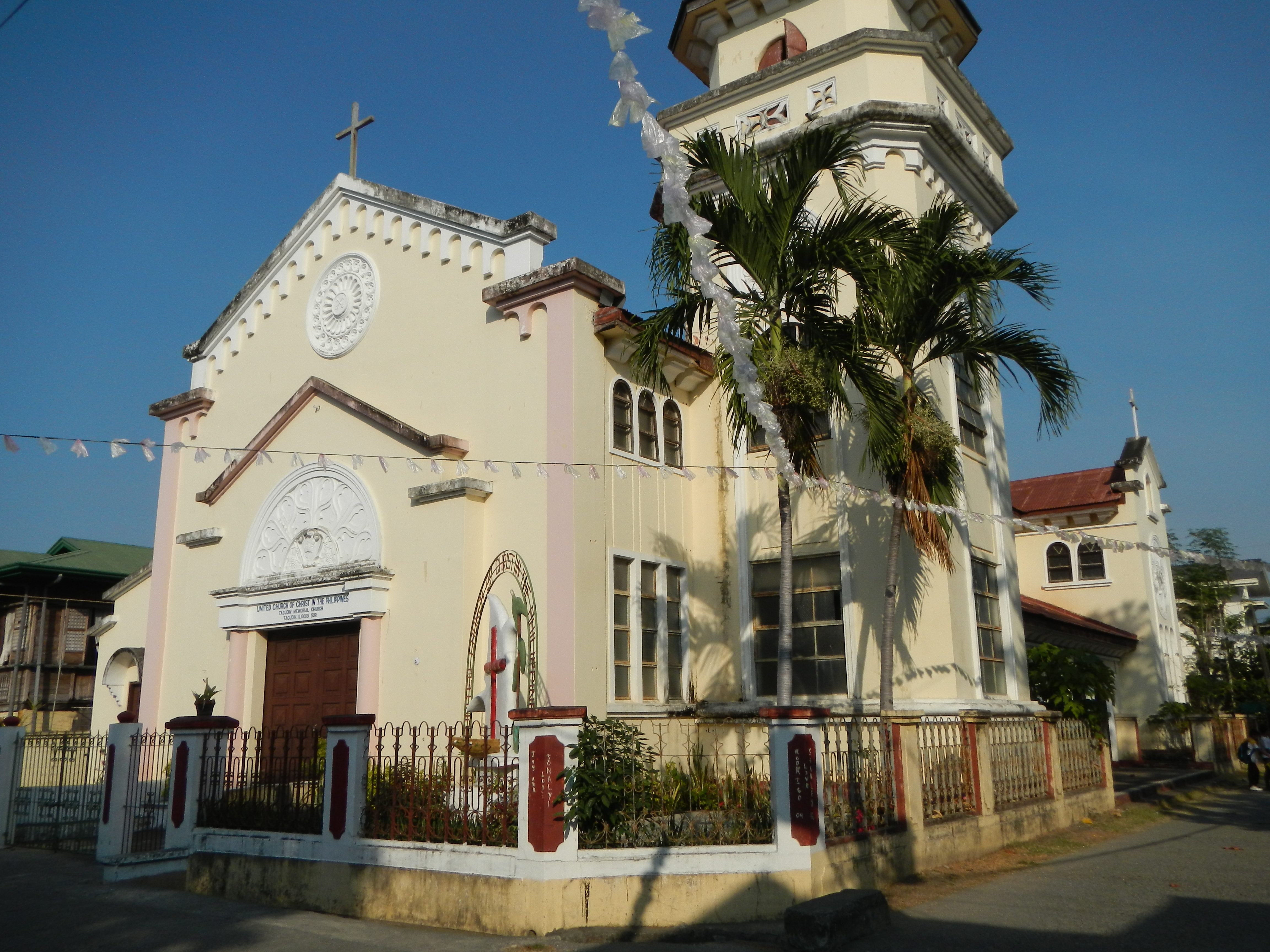
따구딘의 필리핀 영합 그리스도의 교회

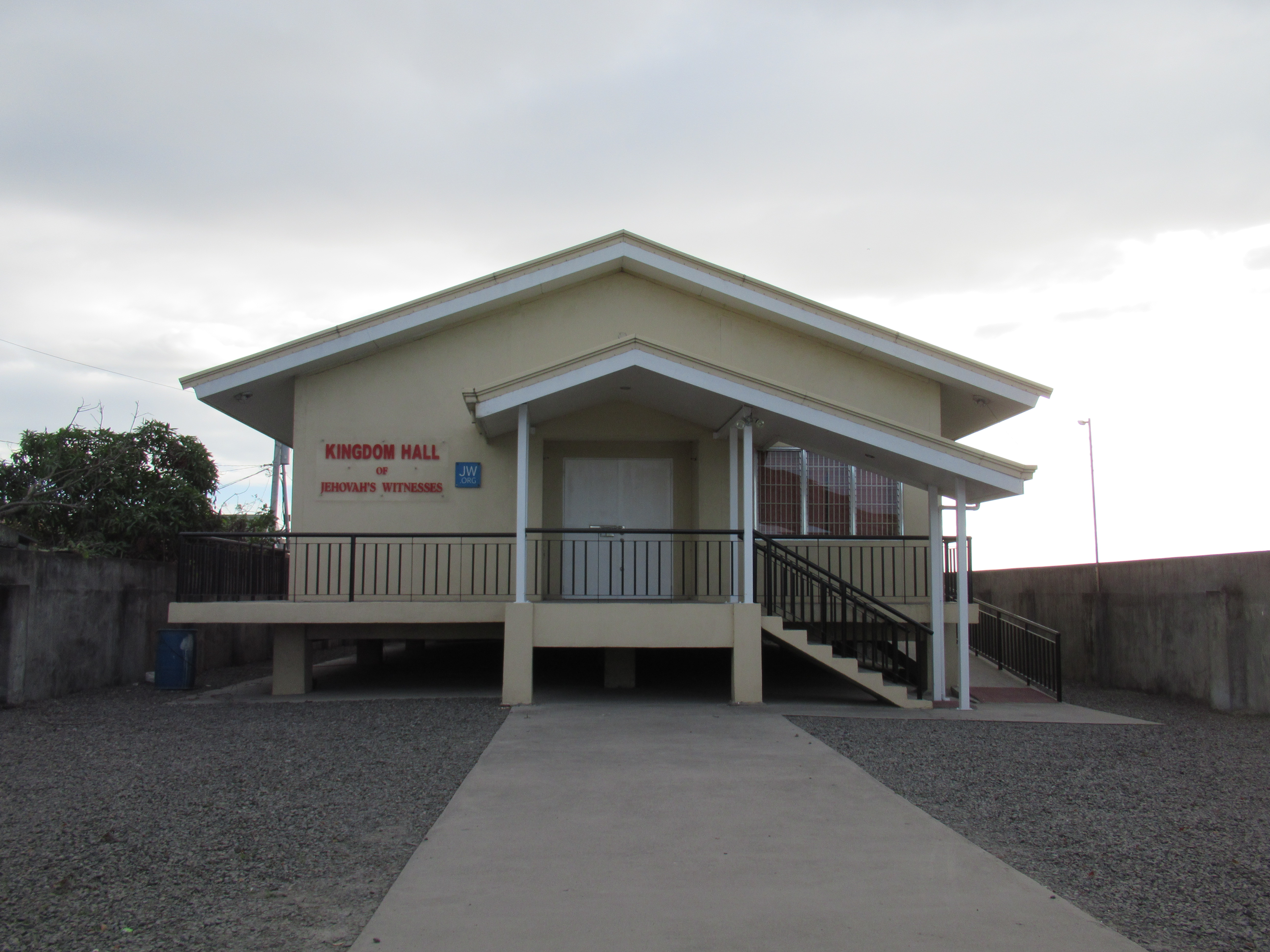
미날린의 여호와의 증인 왕국회관

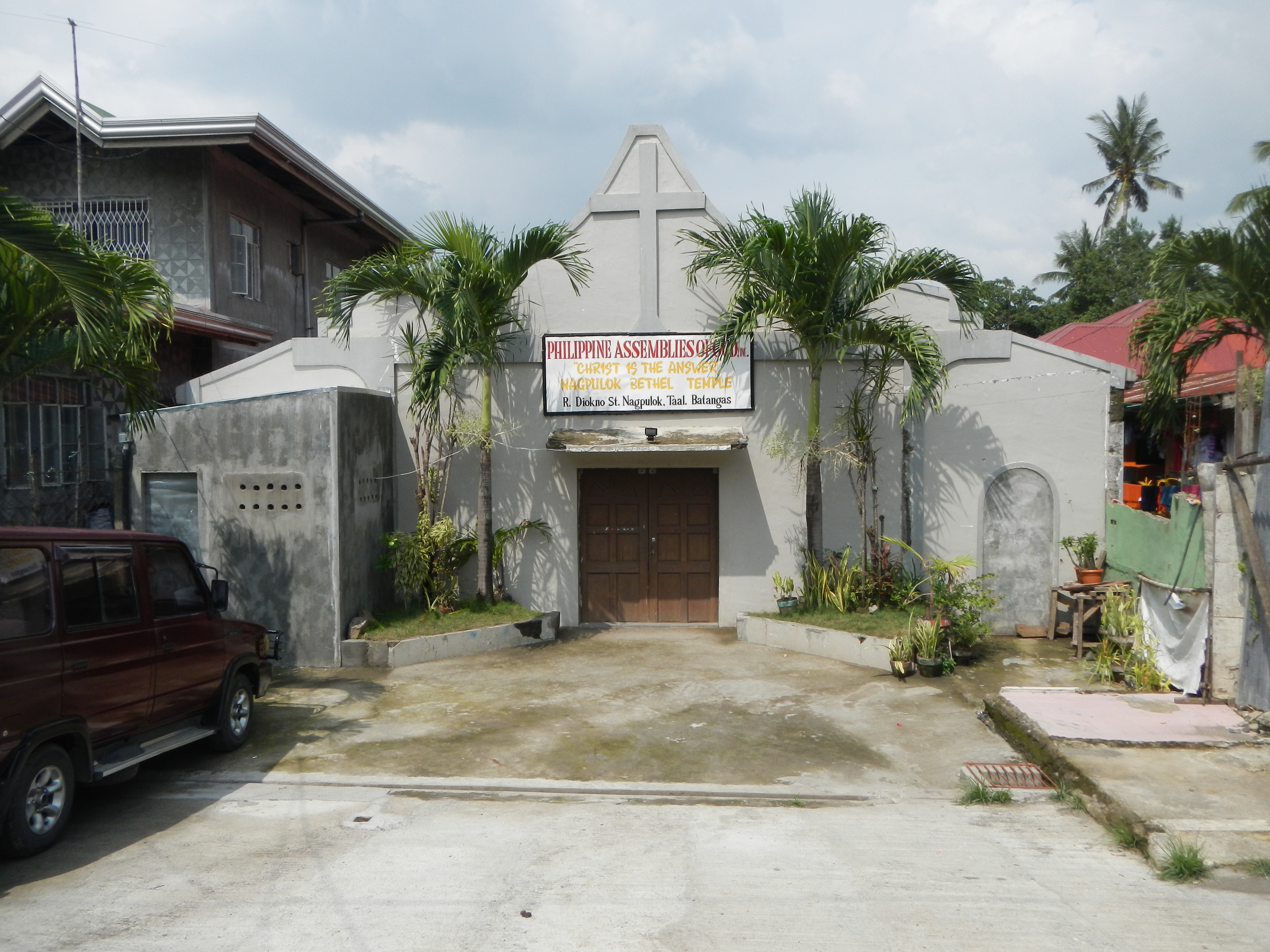
따알의 Philippine Assemblies of God

개신교는 20세기로 넘어갈 때 미국인들이 필리핀 제도를 넘겨받으면서 전해졌다. 1898년, 스페인은 미국에 필리핀을 상실하였다. 새로운 점령자들에 맞선 독립 세력들의 일시적인 싸움이 벌어지고 나서, 필리핀인들은 항복했고 다시 한번 식민 시대를 겪었다. 미국의 개신교 선교사들의 도착이 곧 이어졌다. 2015년 기준, 개신교는 인구의 약 10%-15%를 이루고 있고, 1910년 이래로 연간 10%의 성장을 겪고 있으며 가톨릭 다음으로 가장 큰 기독교 집단을 이루고 있다. 개신교는 2010년 당시 인구의 10.8%에 해당했다. 개신교 교회 단체는 20세기 기간 필리핀에 설치되었으며 그 목록은 다음과 같다:
- 앙 이글레시아 메토디스타 사 필리피나스 (감리교회)
- 필리핀 근본주의 침례교회 연합회 (Association of Fundamental Baptist Churches in the Philippines, 침례교/복음주의)
- 국제 각성 사역회 (Awake International Ministries, 복음주의)
- 필리핀 침례 성경 선교회 (Baptist Bible Fellowship in the Philippines, 침례교/복음주의)
- 국제 생명의 떡 사역회 (Bread of Life Ministries International, 복음주의)
- 찬양의 대성당 (Cathedral of Praise, 오순절주의)
- 그리스도의 명령 교회 (Christ's Commission Fellowship, 복음주의)
- Christ Living Epistle Ministries Inc. (순복음/오순절주의)
- Christian and Missionary Alliance Churches of the Philippines
- Church of God (Cleveland, Tennessee)
- Church of God in Christ (Memphis, Tennessee)
- Church of the Foursquare Gospel in the Philippines (순복음/오순절주의)
- 나사렛 교회 (성결 운동)
- Citichurch Cebu (오순절주의)
- City of God Celebration Church (오순절주의)

- Conservative Baptist Association of the Philippines (침례교)
- Convention in Visayas and Mindanao of Southern Baptist Churches (침례교)
- Convention of Philippine Baptist Churches (침례교)
- Day by Day Christian Ministries (복음주의)
- Episcopal Church in the Philippines (성공회)
- Every Nation Churches and Ministries (오순절주의/복음주의)
- God's Sufficient Grace Ministries (Cebu) (복음주의)
- Grace Christian Church of the Philippines
- Greenhills Christian Fellowship (Conservative Baptist)
- Heartland Covenant Church (formerly Jesus Cares Ministries)
- His Life Ministries (초교파 교회)
- His Life City Church (오순절주의)
- Iglesia Evangelica Metodista en las Islas Filipinas
- Iglesia Evangelica Unida de Cristo
- Jesus Flock Gateway Church (순복음)
- Jesus Is Lord Church Worldwide (순복음)
- Jesus Miracle Crusade International Ministry (순복음)
- Jesus the Anointed One Church (오순절주의)
- Jesus the Blessed Redeemer International Ministry (JBRIM)
- Lutheran Church in the Philippines (루터교회)
- Living Word Christian Churches of Cebu International, Inc. (복음주의)
- Luzon Convention of Southern Baptist Churches (침례교)
- New Life Christian Center (오순절주의)
- Pentecostal Global Ministries Full Gospel Church (오순절주의)
- Pentecostal Missionary Church of Christ (4th Watch) (오순절주의)
- Philippine Evangelical Holiness Churches
- Philippines General Council of the Assemblies of God
- Presbyterian Church of the Philippines
- Redeeming Grace Christian Centre
- 제칠일안식일예수재림교회
- 구세군
- TEAM Ministries international
- The Blessed Word International Church (복음주의)
- The United Methodist Church (감리교회)
- Union Church Manila
- Union Espiritista Cristiana de Filipinas (established on 1905)[62]
- United Church of Christ in the Philippines (회중교회, 장로교, 제자회, 형제교, 감리교회)
- United Evangelical Church of the Philippines
- United Methodist Church[63]
- Victory Christian Fellowship (복음주의)
- Vineyard Christian Fellowship (복음주의)
- Word for the World Christian Fellowship (복음주의)
- Word of Life World Mission Church (오순절주의)
- Words of Life Christian Ministries

### 예수 그리스도 후기 성도 교회

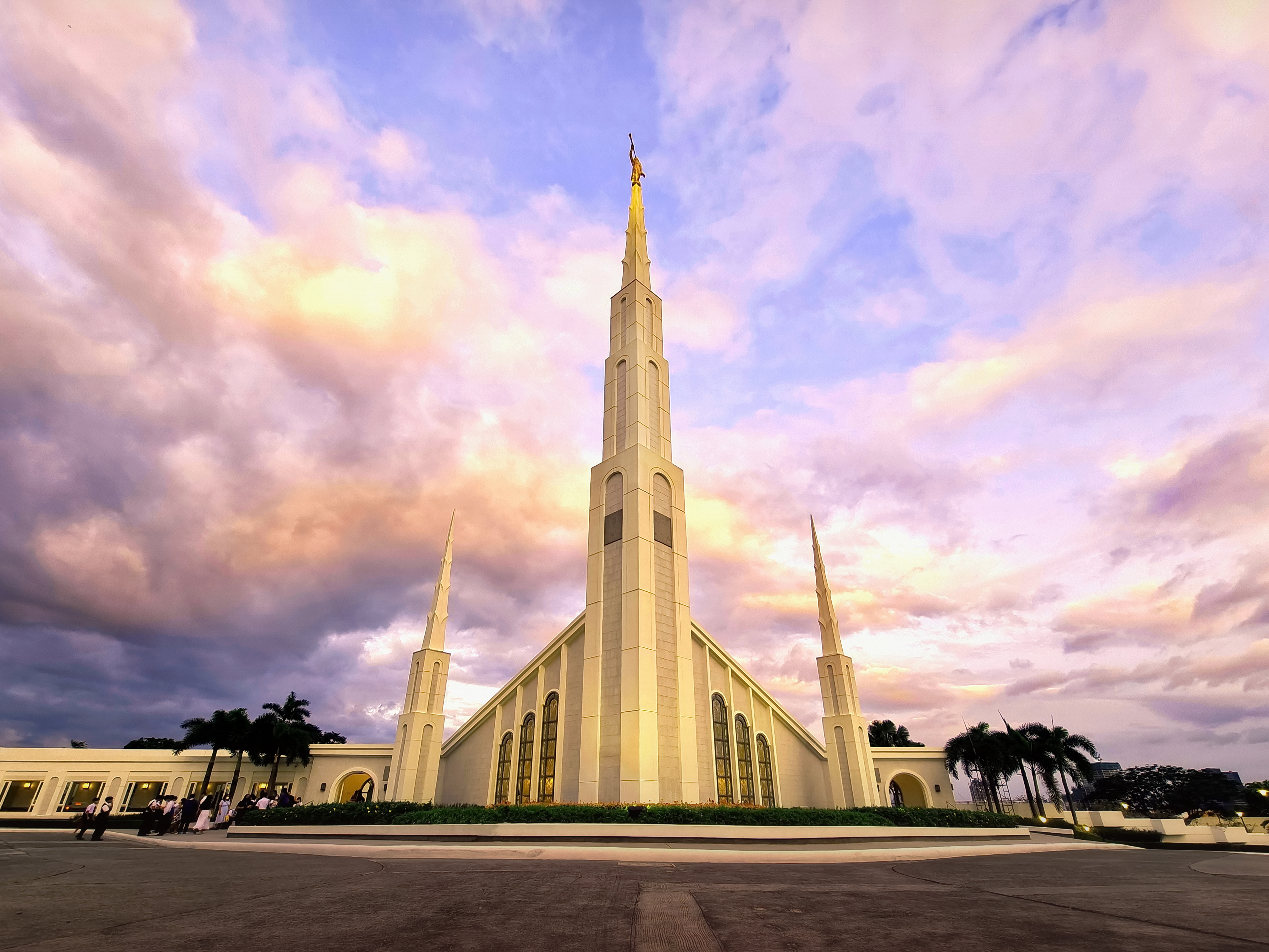
2022년 예수 그리스도 후기 성도 교회의 마닐라 필리핀 성전

필리핀의 예수 그리스도 후기 성도 교회 (LDS Church)는 1898년 미서전쟁 기간 세워졌다 미 포병대 출신이자 미국을 떠나기 전 예수 그리스도 후기 성도 교회의 선교사로서 봉사 중이던 유타주 출신 두 명이 필리핀에 배치된 동안 설교를 했다. 선교 활동은 제2차 세계대전 이후 재개됐고, 1961년에는 필리핀에 공식 등록되었다. 1969년에 들어 필리핀 8개 섬에 전파됐고 어느 교회보다도  가장 많은 세례를 집행했다. 교회에 따르면 신자가 2019년에는 805,209명에 이르렀고, 2020년 인구 조사에서는 175,004명으로 집계됐. 성전은 1984년에 지어졌고 마닐라에 위치했으며, 두 번째 성전은 2010년 세부에서 완공됐다. 2019년경, 네 개 이상의 성전이 알려졌고, 마닐라 지역에 두 번째 성전과 더불어 우르다네타, 카가얀데오로, 다바오 등에 추가로 지을 계획을 하고 있다.
2024년 기준, 모두 10개의 성소가 운영 중 또는 건설 중에 있거나 존재한다고 발표되었다.

### 그 외 기독교
- 성서 연구생 운동 - 여호와의 증인에서부터 생겨 발전한 종파로 1912년 필리핀에 전래되었으며, 당시 워치타워성서책자협회의 회장 찰스 테이즈 러셀이 옛 마닐라 그랜드 오페라 하우스에서 설교를 했었다.[68] 1993년, 여호와의 증인이 연루된 필리핀 대법원의 판결이 1959년 초 대법원의 결정을 뒤집고 "여호와의 증인 신자의 자녀들이 국기에 대한 경례, 국가에 대한 맹세문 낭독, 국가 제창을 거부할 권리"를 인정하는 결과를 가져왔다."[69][70] 2021년 기준, 필리핀 전역의 3,504개 집회에서 235,736명의 공식 활동하는 신자가 존재했다. 해마다 열리는 예수의 죽음 기념일의 2021년 행사 당시 필리핀에서 739,439명의 참가자가 몰렸다.[71]
- 예수 그리스도의 왕국 (The Kingdom of Jesus Christ, the Name Above Every Name) - 1985년 9월 1일 목사 아폴로 퀴볼로이에 의해 세워졌다. 퀴볼로이는 본인이 '선택받은 하느님의 아들'이며, 구원을 본인 통해 이뤄지고, 본인이 아버지 하느님의 거처이자 이방 세계에서 하느님의 나라를 회복한다고 주장했다.
- 국제 연합오순절 교회 (Oneness) - 1920년대 오순절운동의 분파로서 미국에서 발생했다. 신을 설명하는 데 양태론의 신앙을 지지하며, 신의 개념에 있어서 비삼위일체론적이다.
- Jesus Christ To God be the Glory (Friends Again) - 1988년 Luis Ruíz Santos에 의해 설립.
- 그리스도의 교회 (Churches of Christ 33 AD/the Stone-Campbellites) -  원을 얻기 위한 일련의 단계 또는 방식들이 있다고 뚜렷이 믿는 회복주의 운동이며, 그중에는 필수 조건으로서의 침수 세례가 포함된다.
- Loyal Singles for Jesus Ministry - 2018년 EJ Tingey가 설립했다. 그는 진정한 구원은 신과 여성에게 충성함으로써 얻을 수 있다고 주장했다.
- 참예수교회 - 중화인민공화국에서 시작된 '원네스 무브먼트'에서 시작.
- Jesus is Our Shield Worldwide Ministries (보통은 'Oras ng Himala'/기적의 시간으로 알려짐) - 종말 시기의 사도라고 주장하는 Renato D. Carillo가 설립.
- Universal Church of the Kingdom of God (UCKG Help Center) 1977년 브라질에서 Edir Macedo가 설립.
- 통일교 - 남한에서 문선명이 설립.

## 다른 아브라함 종교

### 바하이교
필리핀의 바하이교는 1921년에 최초의 바하이교도가 필리핀을 방문하면서 시작되었고, 1944년경 바하이교의 지방 영적회가 설립됐다. 급격한 성장의 시기인 1960년대 초, 바하이 공동체는 1960년 200명에서 1962년 쯤에는 1,000명, 1963년 쯤에는 2,000명으로 늘어났다. 1964년 필리핀의 국가 영적회가 선출되었으며 1980년경에는 신자 64,000명에 45개 지방 영적회가 있었다. 바하이교도는 다종교 및 종교 간 활동에 적극적으로 참여해오고 있다. 2010년 세계 기독교 백과사전은 필리핀에는 신자가 275,000명이 넘으며 세계에서 여섯 번째로 바하이교도가 많은 곳이라 추정했다.

### 이슬람교

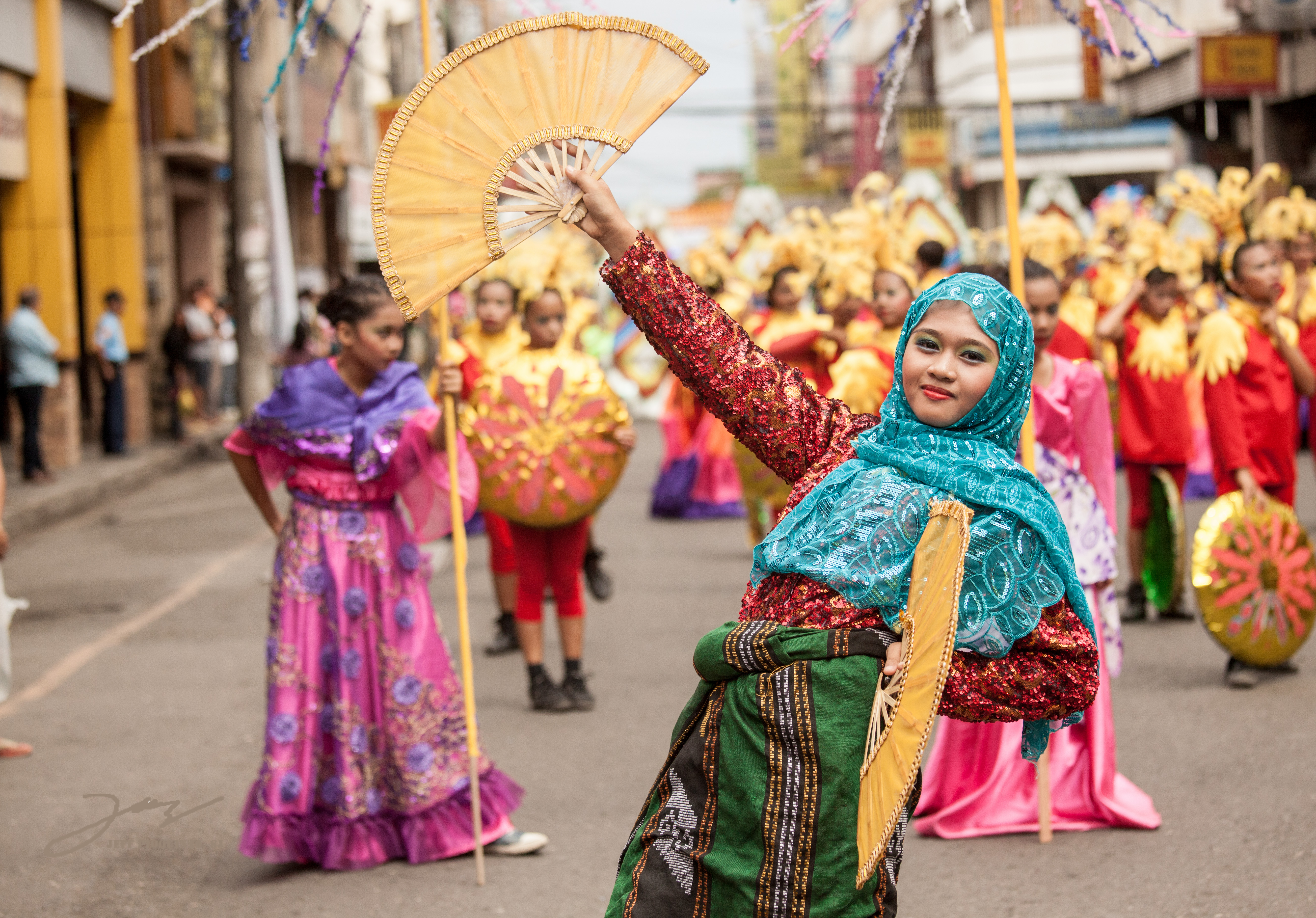
2014년 아라우 낭 다바우 기간 무슬림 무용수

이슬람교는 14세기에 페르시아만, 남인도의 무슬림 무역상 및 해양 동남아시아권의 술탄국들의 사람들이 도착하며 필리핀에 퍼졌다. 이슬람교의 우위는 여러 이슬람 왕국들이 자리 잡고 있던 마닐라만 연안까지 미쳤다. 스페인 정복 기간, 이슬람교는 스페인의 선교사 및 스페인 이단심문소 등을 통해 로마 가톨릭교회의 도입 결과로 필리핀 내 주류 일신교로서 급격한 쇠퇴를 겪었다. 남부 필리핀 부족 중에 소수의 토착 필리핀 공동체가 스페인의 통치와 로마 가톨릭으로 개종에 저항했다. 필리핀의 무슬림 대다수는 법학 및 신학적으로 샤피이파 및 아슈아리파 계통의 수니파를 따르고, 소수의 시아파 및 아흐마디야 공동체가 존재한다. 이슬람교는 필리핀에서 기록상으 가장 오래된 일신론 종교이다.
필리핀 통계국에 따르면, 2020년 필리핀의 무슬림 인구는 698만 명이었다 (6.4%). 그렇지만, 필리핀 무슬림 국가 위원회는 2012년 추정치에서 전체 인구의 약 11%에 해당하는 무슬림 1,070만 명이 존재한다고 했다. 일부 무슬림 학자들은 정부쪽 인물들에 대한 거주민들의 적대감로 인해 무슬림에 대한 정확한 정보를 얻는 데 어려움으로 이어져 일부 무슬림 지역에 정확한 수치를 얻는 데 어려움이 가중되고 있음을 지적하고 있다. 무슬림들의 대다수는 민다나오 및 주변 섬에서 거주하고 있다.

### 유대교
1590년대 이단심문을 피해 도망쳐온 일부 유대인들이 필리핀에 왔다고 기록되어 있다. 2006년, 메트로 마닐라에 필리핀 최대 유대인 공동체가 있었으며, 대략 100여 가구로 이뤄졌다. 2018년 기준, '유대인'의 정의에 따라 유대인 인구는 100명에서 300명 사이로 이뤄져 있었다.
필리핀의 유일한 시나고그인 베트 야코프는 마카에 위치해 있다. 필리핀 어디를 가나 유대인들이 존재하지만, 그 수는 무척 적고 거의 대부분이 외교관 및 사업가 등 단기 체류자들이며, 이들의 존재는 주류 사회에서 거의 알려져 있지 않다. 이스라엘에서 일할 간병인을 모집하는 몇몇 이스라엘인들이 있으며, 일부는 콜센터에서 일하거나 사업가, 기업 간부로 활동하고 있다.

## 다르마 종교

### 불교
필리핀 내에서 초기 불교에 관한 기록물은 존재하지 않는다. 그럼에도 고고학 유물 및 다른 국가들의 오래된 기록물에서 얼마 안되는 언급 등으로부터 9세기부터 필리핀 제도 내 불교의 존재를 말해주고 있다. 이 기록들은 필리핀을 구성하고 있는 독립 국가들을 언급하고 있으며 이 국가들은 초기에는 단일 국가로 통합되어 있지 않았다.
불교 배경에서 온 차용어가 필리핀의 언어들에서 등장한다. 고고학 유물에는 불교 유물들이 포함되어 있으며, 밀교의 영향을 받았다.
필리핀 초기 국가들은 6세기부터 13세기까지 동남아의 무역과 해상 교역로를 지배했던 강력한 불교 국가 스리위자야 제국의 봉신 국가가 되었을 것이다. 필리핀의 9세기 이전 또는 9세기경 스리위자야 제국과 무역 접촉은 바즈라야나 불교가 섬들에 전파되는 경로를 제공했을 가능성이 크다.
수마트라의 스리위자야 제국와 자바의 마자히피트 등 두 제국은 1918년까지 역사에 알려져 있지 않다가 프랑스국립극동연구원의 조르주 세데스가 중국 당나라와 송나라 시기 기록에서 언급된 것을 근거로 이들의 존재를 주장하였다. 중국의 수도승 및 학자 의정은 인도로 향하던 중 687년부터 689년까지 수마트라에 머물렀다. 그는 "동남아시아 섬들 전역에서 불교가 번영하고 있다. 이 남쪽 바다에 있는 섬들의 여러 왕들과 족장들은 불교를 존경하고 믿고, 그들의 마음은 선한 행위를 쌓는 데에 향해 있다."라며 스리위자야의 번영에 대해 기록했다.
두 제국은 7세기에 초기 상좌부 불교를 밀교로 대체하였다.
2020년 인구조사에 따르면, 필리핀 내 불교 신자는 39,158명이었다. 필리핀 유엔대사는 발언 중에 필리핀 인구의 2%가 불교를 따른다고 하였다. 불교 숭배는 중국계와 일본계 필리핀인에 집중되어 있다. 필리핀 내에는 마닐라의 신원사, 민다나오의 용화사 등 몇몇 저명한 불교 사원이 있다.

### 힌두교

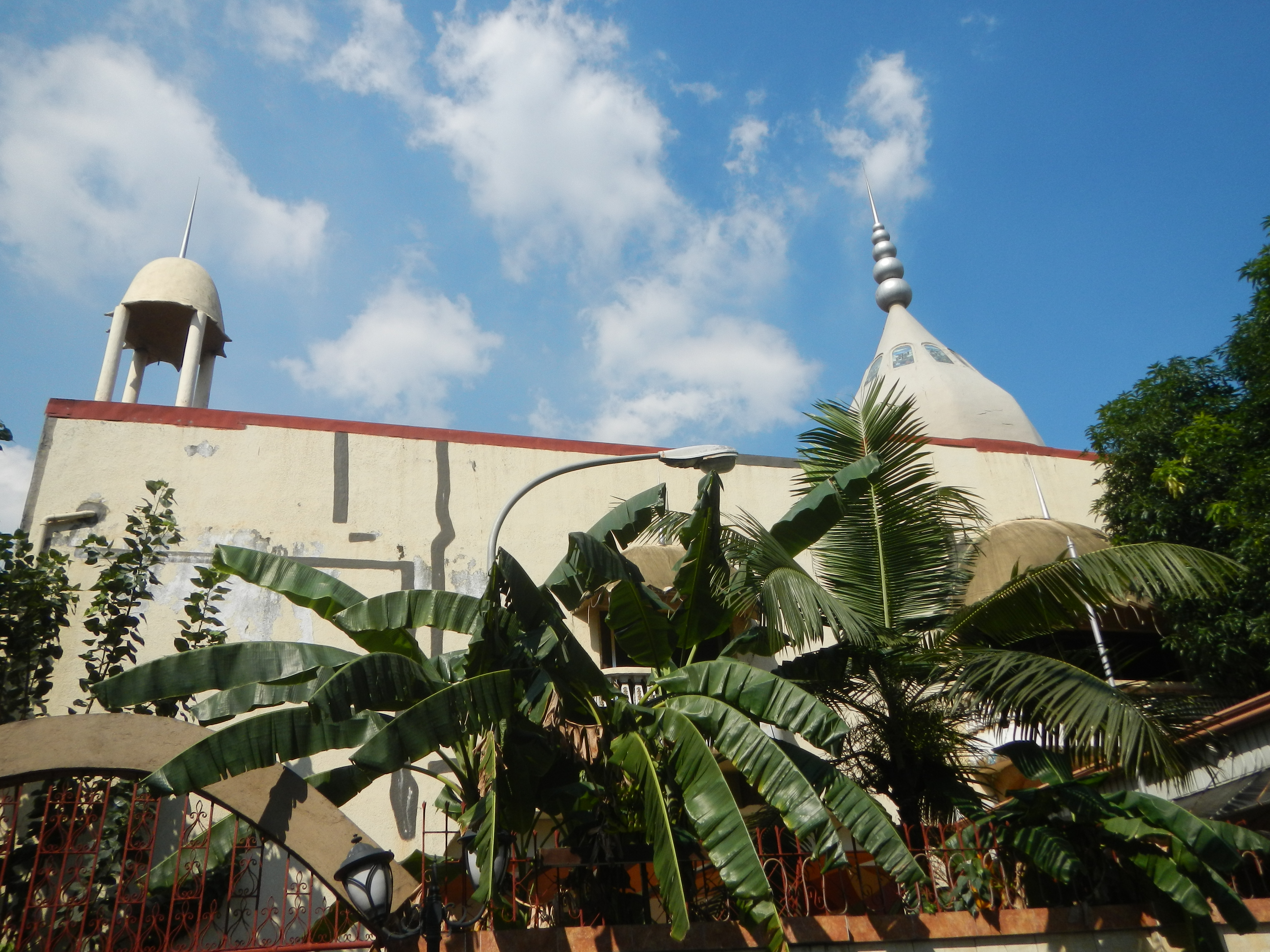
마닐라의 힌두교 사원

오늘날 말레이시아와 인도네시아에 있었던 스리위자야 제국과 마자파히트 제국 등은 필리핀 제도에 힌두교와 불교를 전래했다. 지금으로부터 600년에서 1600년 전의 것으로 추정되는 옛 불상 및 힌두교 신의 조각상 등이 필리핀에서 발견되고 있다.
동남아시아의 섬들은 힌두교의 타밀족, 구라자트족 및 말레이-인도네시아섬의 항구에서 온 인도네시아 무역상 등의 영향 하에 있었다. 추정상 힌두-불교가 혼합된 것으로 추정되는 인도의 종교들이 인도네시아의 스리위자야 그리고 그 뒤를 이어 마하파히트 등을 통해 1천년경 필리핀 제도에 도래했다. 인도에서 필리핀으로 옛 영적 사상의 교환을 암시하는 고고학적 증거들에는 1917년 민다나오에서 폭풍과 홍수로 인해 발견된 21캐럿에 해당하는 1.79 kg 무게의 힌두 여신 아구산의 황금상이 있다.
또다른 황금 유물에는 팔라완섬의 타본 동굴에서 발견된 비슈누 신이 타고 다니는 전설상의 새 가루다 형상이다. 타본 동굴의 섬세하게 세공된 힌두 형상 및 황금 유물들의 발견은 베트남 남부 메콩강 삼각주에 위치한 옥에오에서 발견된 것과 연관성을 띠고 있다. 이 고고학적 발견은 인도와 필리핀 그리고 베트남 해안 지역과 중국 간의 여러 특산품 및 황금에 대한 무역 활동을 암시한다. 발견된 황금 장신구에는 난디의 형상이 일부 새겨진 반지, 연결된 사슬, 글자가 새겨진 금판, 힌두교 신들의 형상이 양각 기법으로 장식된 금제 판 등이 포함된다.
오늘날 필리핀의 힌두교는 인도계 필리핀인과 현지 거주 인도계 공동체로 대부분 한정된다. 시크교를 위한 사원들 역시 존재하며, 일부는 힌두교 사원 근처에 위치해 있다. 힌두교 사원 및 시크교 사원을 포함하는 파코 사원 (Paco temple) 도 잘 알려져 있다.
Hari Ram Temple (Paco)과 Saya Aur Devi Mandir Temple (Paco) 등 마닐라 내 힌두 사원 두 곳이 존재한다. 세부에는 'Indian Hindu Temple'이라는 힌두 사원이 존재한다. 바기오에 'Baguio Hindu Temple'이라는 힌두 사원도 있다.

## 토착 종교

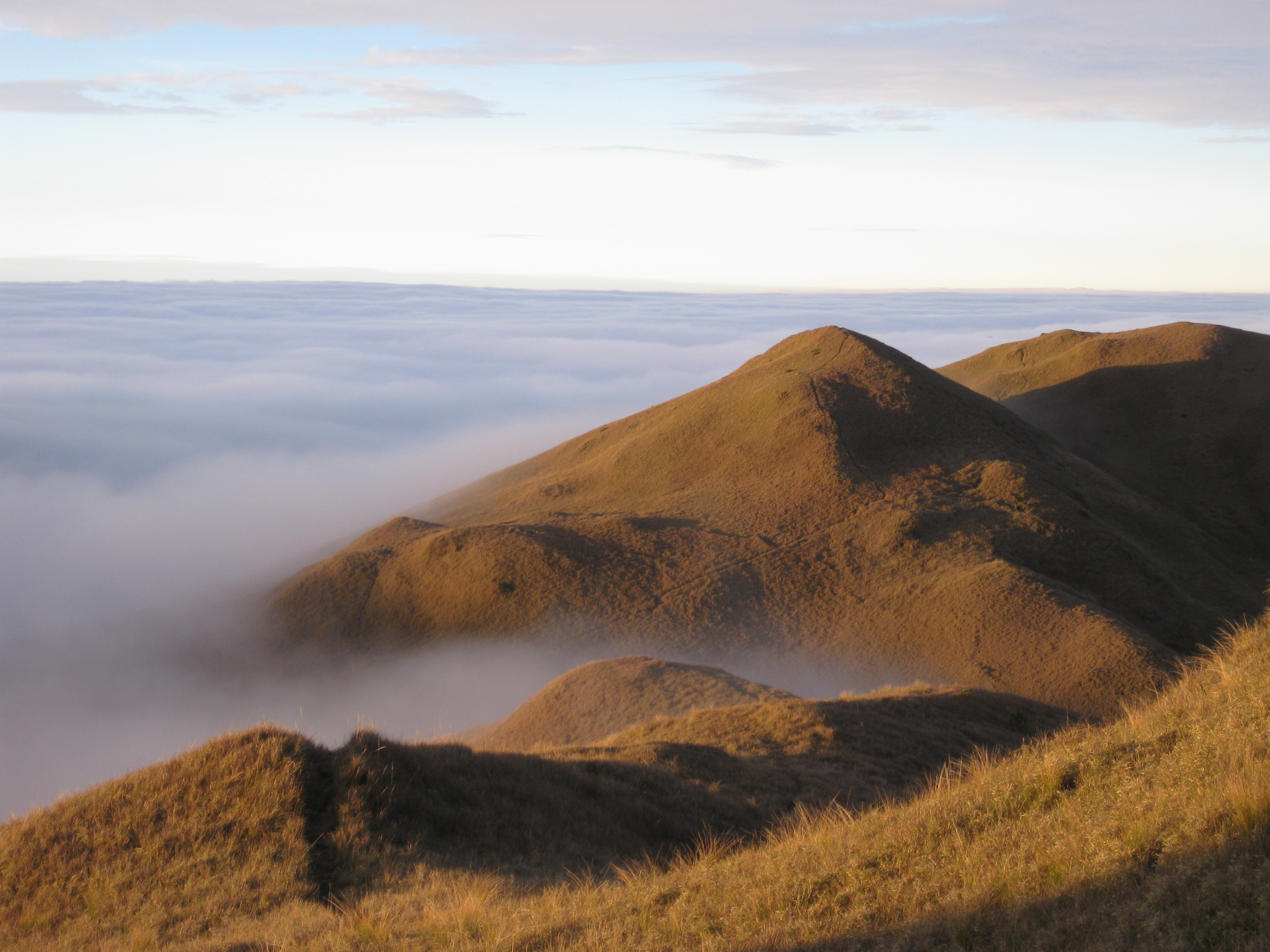
풀라그산은 필리핀의 토착 민속 종교의 신자들 사이에서 신성하게 여겨지는 여러 곳 중 한 곳이다.

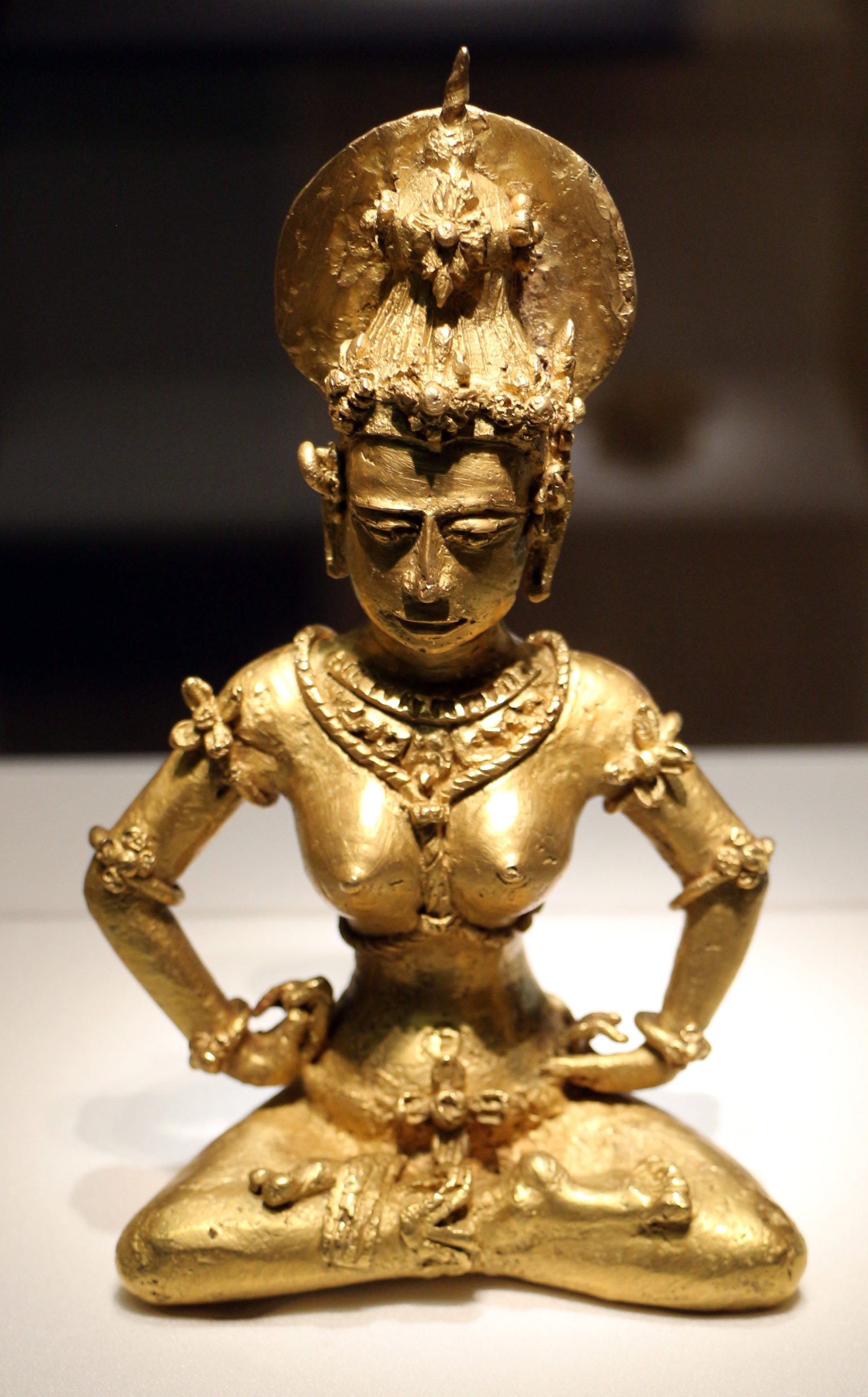
필리핀 민다나오에서 발견되었고 900-950년경의 것으로 추정되는 아구산 황금상.

필리핀의 토착 민속 종교는 필리핀의 고유 신앙으로서 존재하고 있는 현지 종교의 다양한 집단이다. 이 각 종교마다 자체적인 신앙 체계와 이야기 및 설화를 갖고 있으며, 대부분은 스페인 식민 이전에 있던 신앙에서 기원한 것이면서도 많은 부분들이 현대적이기도 하다. 이 신앙의 일부는 힌두교와 불교의 영향을 받고 있고 스페인과 미국 개척민들 사이에서는 필리핀인을 억압하기 위해 식민지 이전의 신앙을 불법화 하려는 의도에서 '신화'와 '미신' 등으로 여겨졌다. 현재, 이 토속 신앙의 일부는 도심 및 교외 지역 등을 포함해 여전히 많은 필리핀인들 사이에서 유지되고 있다.
토착 민속 종교는 다양한 출처에서 비롯한 여러 서사를 전하고 있으며, 인도네시아와 말레이 종교의 설화를 비롯해 힌두교, 이슬람교, 불교, 기독교의 전승과도 유사성을 띠고 있다. 이 중에는 천국 ('kaluwalhatian', 'kalangitan', 'kamurawayan'), 지옥l ('kasamaan', 'sulad'), 인간의 영혼 ('kaluluwa', 'kaulolan') 등 개념을 포함한다. 민속 종교는 생명체 및 신격, 영웅, 그 외 존재의 행동을 통해 세계의 본질을 설명하려 한다. 토속 종교 설화의 대부분은 구전을 통해 전해졌고, 공동체의 영적 지도자 및 주술사 ('babaylan', 'katalonan', 'mumbaki', 'baglan', 'machanitu', 'walian', 'mangubat', 'bahasa' 등) 또는 공동체의 연장자 등의 도움을 받아 보존됐다.
오늘날, 여러 민족들이 자신들만의 독특한 토착 신앙을 특히 조상부터 내려오는 터전에서 따르고 보존하고 있지만 외국의 종교 및 스페인과 아랍 종교의 영향을 받은 종교 등이 개종, 토지 소유, 통혼, 토지 매입 등을 통해 이들의 삶의 방식에 지속적으로 개입을 하고 있다. 다양한 학술 자료들이 아니토와 아니토의 많은 종교적 측면 등을 다루고 있으나, 관련 설화와 전승은 국제적 규모에서는 여전히 언급되지 않고 있다.
2020년 인구 조사에서 필리핀의 토착 민속 종교를 따르는 인구가 0.23%에 해당한다고 하였으며, 0.19%으로 나타난 이전의 2010년 인구 조사보다 증가한 수치이다.

### 부활 시도
식민지 시대 스페인에 의해 도입된 민족 문화 및 정체성으로부터 벗어나려는 연구로서, 필리핀 혁명 당시 필리핀의 혁명가들은 필리핀의 토착 민속 종교의 부활시키고 나라 전역의 국교로 삼을 것을 제안했다. 카티푸난은 스페인 수도사들의 종교 교육에 반대하며 그들이 "종교의 진실을 설명하려고 하기보다는 얼버무린다"라고 하였다. 미서 전쟁 기간 카티푸난의 부활 이후, 민속 종교에 대한 이상화 된 형태가 바탈라라고 하는 고대 이름의 신의 숭배로 일부에서 제시되기도 했으며, 이 이름은 필리핀에 존재하는 많은 민속 종교의 만신에서 모든 최고 신들에게 적용되었다.

## 무종교
2020년 인구조사를 바탕으로, 필리핀 통계국은 무종교인의 수가 필리핀 인구의 0.1%보다 적다는 발표를 했다.
필리핀 무신론 및 불가지론 협회 (PATAS)는 필리핀에서 무신론 및 불가지론을 대중들에게 이해시키려는 비영리 기관이며, 불가지론과 무신론에 대한 소문과 오해를 해소하고 있다. 2009년 2월, Filipino Freethinkers가 세워졌다. 2011년 이래로, 필리핀 무신론 및 불가지론 협회는 리잘 공원과 퀘존 메모리얼 서클에서 아웃 캠페인을 진행했다. 또한 카비테의 바코르에서 "종교 없이 선하게"라고 무신론 프로그램 두 차례를 개최했다. 협회는 게다가 무신론자 국제 연합, 사회 및 과학 등 인류 가치 기관, 휴머니스트 인터네셔널 같은 다양한 국제 무신론 단체의 회원이기도 했다. 2015년 필리핀 인구 조사 당시에 종교란에 '없음'이라 표기한 표본은 전체 인구의 약 0.02%이었다.

## 코로나19 범유행 기간 종교 인식

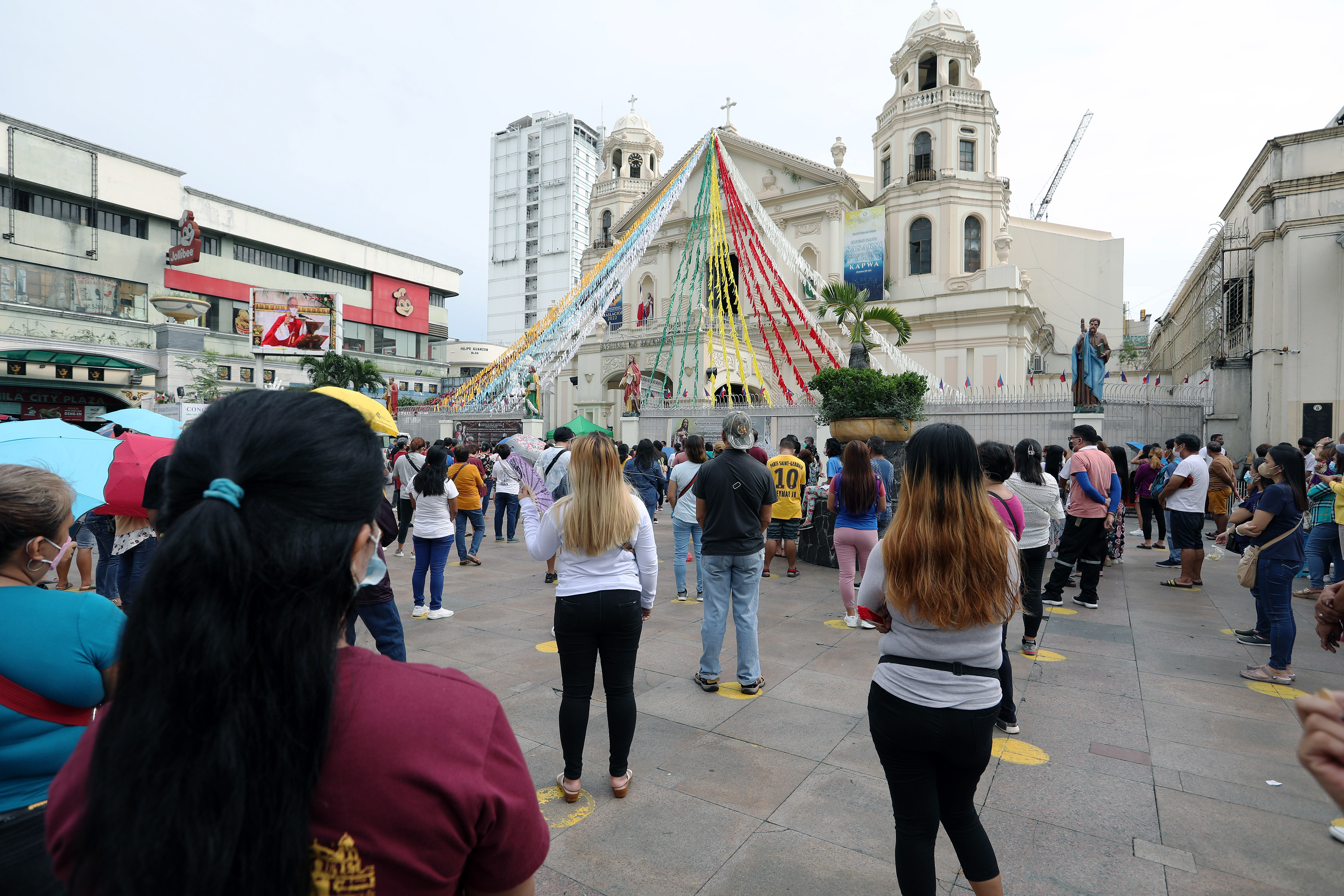
2022년 7월 1일 마닐라의 퀴아포 교회 앞에서 열린 미사 당시 사회적 거리두기를 준수하는 가톨릭 신자들

필리핀 여론 조사 기관 (Social Weather Stations)이 실시한 2020년 설문 조사 결과에 따르면, 코로나19 범유행 기간 중 종교의 중요성에 대한 인식이 감소했다고 한다. 조사 결과에 의하면, 필리핀 성인의 73 퍼센트는 종교가 중요하다고 보았는데, 이는 코로나 이전 2019년 12월 당시 종교가 삶에 중요하다고 여긴다고 응답한 83%와 비교했을 때 10 퍼센트만큼 떨어진 것이었다.
기독교, 그 중에서도 가톨릭은 84 퍼센트에서 71 퍼센트로 급격한 감소를 겪었으며 이글레시아 니 그리스도를 제외한 다른 기독교 종파 역시도 78 퍼센트에서 71 퍼센트로 감소했다. 한편 이글레시아 니 그리스도는 69 퍼센트에서 88 퍼센트로 증가했다. 이슬람교의 경우, 94 퍼센트에서 93 퍼센트로 떨어졌으나 대부분의 변화가 없이 '매우 중요하다' 고 보고 있다.
2020년 SWS 조사는 민다나오가 종교를 중요하다고 보는 응답자가 다수였고 (88 퍼센트), 이어서 루손, 메트로 마닐라 순이라고 하였다 (각 70 퍼센트로, 비사야가 가장 낮았다 (64 퍼센트)).

## 종교와 정책

제2차 에드사 혁명 이후 글로리아 마카파갈 아로요 대통령의 첫 취임식에 참석한 하이메 신 추기경 (사진 배경 속 가운데)

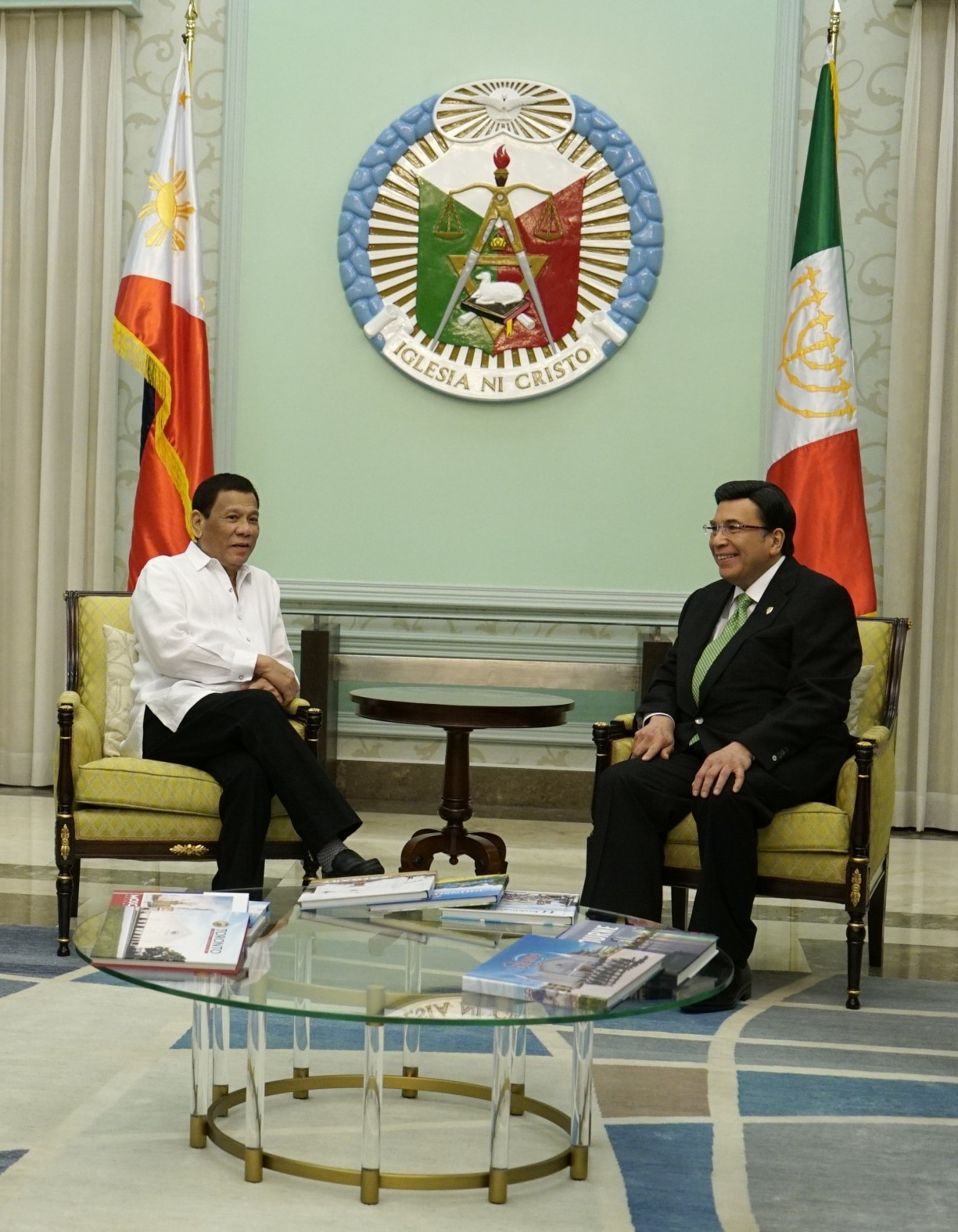
2018년 12월에 케손시의 INC 중앙 교회를 방문해 교회 지도자 에두아르도 마날로를 만난 로드리고 두테르테 대통령 (좌).

1987년 필리핀 헌법은 교회와 국가의 분리는 불가침의 사항 (제2조 제6항)이며, 어떠한 법률도 국교를 정하거나, 자유로운 종교 행위를 막을 수 없다. 차별이나 선호가 없이 종교에 대한 종사 및 숭배의 자유로운 행위는 영원히 이뤄져야 한다. 시민권 및 정치권 행사에 있어서 종교적 시험이 요구되어서는 안된다 (제3조 제5항)라고 밝히고 있다. 헌법 제정에 노력을 기울인 필리핀 예수회 사제 호아킨 베르나스 (Joaquin Bernas)는 법원으로 이송된 복잡한 문제들 및 반가톨릭적인 교회와 국가의 분리를 이용하려는 여러 시도를 인지하고 있었으나, 그는 헌법을 옹호하며, "그 (마르코스)가 정교 분리를 이용하려는 사실이 교회와 국가의 분리에 대한 유효성을 부정하지는 못한다"라고 발언하기도 했다.
2004년 4월 28일, 필리핀 대법원은 다섯 개 종교 지도자들에게 선출직 후보자를 지지하는 것을 삼가라는 하급 법원의 판결을 뒤집었다. 마닐라 판사 Conception Alarcon-Vergara는 "신자를 처벌할 수 있는 영향력을 미치거나 위협한 종교 단체의 지도자는 자유롭게 선거를 할 수 있는 시민의 권리에 대한 강압이나 방해에 대해 책임을 물을 수 있다"라고 판결을 내렸다. "충실한 신자들의 강력한 투표 동원력을 이용한, 파벌 정치에서 교회의 정치 참여 활동은 결국 교회 지도자들에게 영원히 빚진 공직자들을 선출하게 만들고, 이는 지도자들이 정부를 장악할 수 있게 하는 결과로 이어질 수 있다"라고 했다.
소송 제기자들은 현 상황 필리핀 헌법의 정교 분리 원칙을 해친다고 주장했다. 대표적인 소송 대상자들은 마닐라 대주교 루이스 안토니오 타글레 추기경, 엘 샤다이 운동 지도자 마이크 벨라르데, 이글레시아 니 그리스도의 상임 고문 에두아르도 V. 마날로, Jesus Is Lord Church Worldwide의 지도자 에디 빌라누에바 등이었다. 마날로의 이글레시아 니 그리스도는 집단 투표를 하고 있었고, 전 가톨릭 대주교 하이메 신 추기경은 코라손 아키노와 글로리아 아로요 등의 권략 장악을 위한 지지를 모을 때 도구의 대상이었다. 벨라르데는 피델 V. 라모스, 조셉 에스트라다, 글로리아 마카파갈 아로요, 베니그노 아키노 3세를 지원했고 한편으로 빌라누에바는 피델 라모스와 호세 데 베네키아를 지지했다. 교황 대사는 하급 법원의 결정에 동의하는 한편 다른 대상자들은 이 결정에 이의제기를 했다.

## 같이 보기
- 필리핀의 장례 문화
- 식민 시대 이전 필리핀의 종교

## 참조
1. 1 2  74,096명으로 집계된 카리스마파 가톨릭은 제외 (0.07%)